# Paus Pius IX
Paus Pius IX, geboren als Giovanni Maria Mastai-Ferretti (Senigallia, 13 mei 1792 – Rome, 7 februari 1878), was hoofd van de Rooms-Katholieke Kerk en van de Kerkelijke Staten van 1846 tot 1878, en geldt daarmee na Petrus (35 jaar) als langstzittende bekleder van het ambt van paus.
Onder Pius IX kwam een einde aan de wereldlijke macht van de paus over de grondgebieden in het bezit van de Rooms-Katholieke Kerk, waar het hoofd van de kerk het souverein gezag had, inclusief de stad Rome. De gebieden werden veroverd door legers van het in 1861 ontstane koninkrijk Italië. De bevolking koos daarna voor aansluiting bij Italië. Na de inname van Rome in 1870 beschouwde Pius zich als de gevangene van het Vaticaan en zou hij elke samenwerking met de Italiaanse staat afwijzen.
In 1854 kondigde Pius IX het dogma van de Onbevlekte Ontvangenis van Maria af. Als hoofd van de Kerk riep Pius het Vaticaans Concilie (1869-1870) bijeen, waarop de onfeilbaarheid van de paus als dogma werd goedgekeurd.
Tijdens zijn lange pontificaat werden 206 nieuwe bisdommen of vicariaten opgericht.
In 2000 werd Pius door paus Johannes Paulus II zalig verklaard. Dit lokte kritiek uit onder meer vanwege de door hem afgekondigde onfeilbaarheid van de paus en, vooral van Joodse zijde, zijn onverdraagzame houding ten opzichte van de Joden.

## Vroege biografie
In de beschrijving van zijn leven vóór het pausschap wordt zijn geboorte- en familienaam gebruikt: Giovanni Mastai-Ferretti.

### Jeugd en roeping
Giovanni was het negende kind uit het huwelijk van graaf Girolamo Mastai-Ferretti en Caterina Solazzei di Fano. De familie Mastai-Ferretti kwam oorspronkelijk uit Lombardije en had zich later in Senigallia binnen het hertogdom Urbino gevestigd. Giovanni’s vader was daar burgemeester van de stad.
Na de lagere school vervolgde Giovanni zijn opleiding aan het Collegio Scolpii in Volterra, een school die onder leiding stond van de Vaders van de Religieuze Scholen. Tijdens zijn studie blonk Giovanni vooral uit in wiskunde.

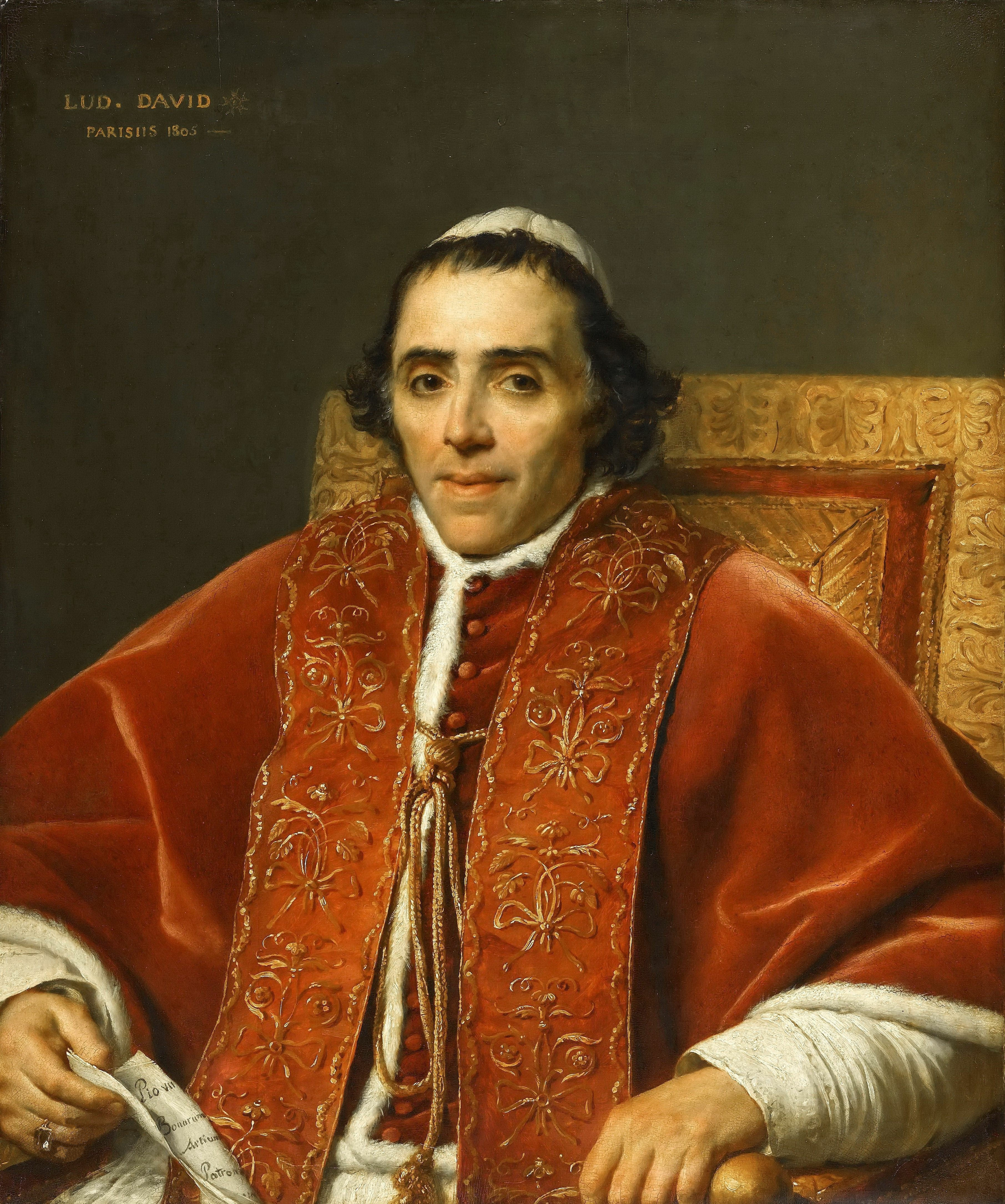
Pius VII.
Deze paus had grote invloed op het kerkelijk leven van Mastai-Ferretti, die daarom – na zijn verkiezing tot paus – de naam Pius aannam

In 1808 begon Giovanni aan de studies filosofie en theologie te Rome, waar hij verbleef bij zijn oom, Paolino Mastai-Ferretti. Deze was werkzaam aan het pauselijk hof en als kanunnik verbonden aan de Sint-Pietersbasiliek. De positie van de Kerk stond in die periode onder zware druk. Paus Pius VII was evenals zijn voorganger, paus Pius VI, door Napoleon gevangengenomen en uiteindelijk naar Frankrijk gebracht, waar hij in het kasteel Fontainebleau gevangen werd gehouden. Ook Giovanni’s oom Paolino werd uit Rome verdreven, en een andere oom, Andrea – op dat moment bisschop van Pesaro – werd gevangen gehouden in Mantua, omdat hij de nieuwe Franse regering weigerde te erkennen. Uit veiligheidsoverwegingen besloot Mastai-Ferretti daarom terug te keren naar zijn geboorteplaats Senigallia.
In 1814 keerde Giovanni terug naar Rome, waar hij aanvankelijk een verzoek indiende om te worden toegelaten tot de Nobelgarde, een legereenheid opgericht door paus Pius VII ter bescherming van de paus. Hij werd hiervoor afgewezen op grond van zijn epileptische aanvallen.
Hierop vervolgde hij zijn studies aan de Accademia Ecclesiastica, de diplomatenopleiding van de Heilige Stoel. Als onderdeel van zijn studie hielp hij mee aan de heropbouw van de Kerk, in Rome, maar ook in Senigallia. Daardoor werd Giovanni op 18 december 1818 toegelaten als subdiaken. Het verhaal gaat dat in deze periode de later heilig verklaarde Vincentius Pallotti, nadat hij hem had ontmoet, voorspelde dat Giovanni Mastai-Ferretti te zijner tijd tot het pausambt geroepen zou worden en dat hij genezen zou worden van zijn ziekte door bemiddeling van de Maagd van Loreto.

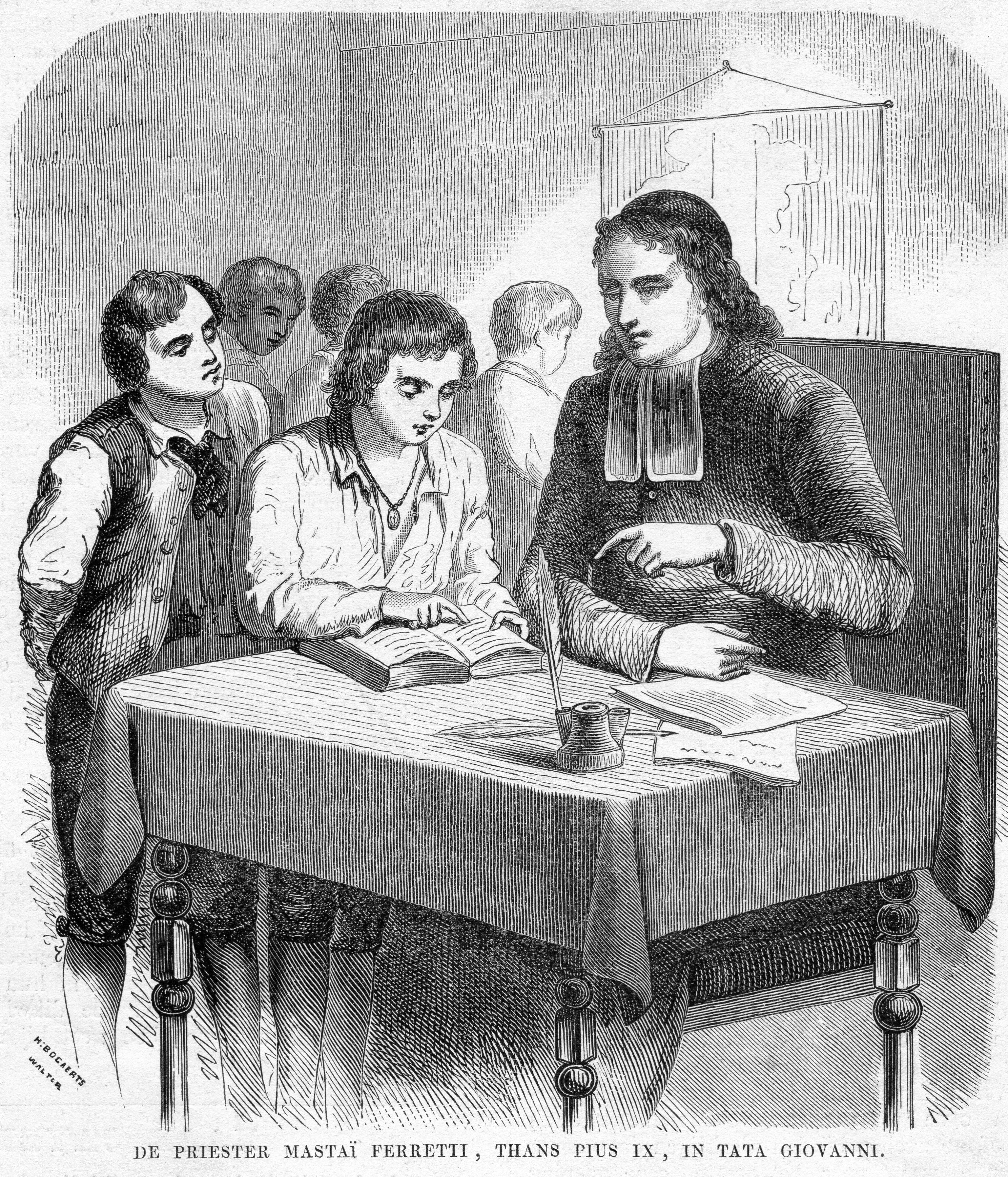
De priester Mastai-Ferretti in het weeshuis Tata Giovanni

Op 10 april 1819 werd Giovanni Mastai-Ferretti priester gewijd. Vanwege zijn epileptische aanvallen was daar een speciale dispensatie voor nodig. Om deze te verkrijgen richtte hij zich rechtstreeks tot paus Pius VII. De paus besloot op het dispensatieverzoek in te gaan, waarbij hij Giovanni toewenste “dat de ziekte hem niet meer zou teisteren”. Hierbij werd wel de voorwaarde opgelegd dat Giovanni alleen de mis mocht opdragen als hij geassisteerd werd door een andere priester.
Na zijn priesterwijding werd Giovanni aangesteld als spiritueel directeur van het weeshuis Tata Giovanni (“papa Giovanni”) te Rome. Het weeshuis was opgericht door de arme arbeider Giovanni Borgi, die zich bekommerd had om verweesde straatkinderen in Rome. Hij ving ze op in zijn eigen huis om ze te voorzien in levensonderhoud en gaf ze ook onderwijs. Via Giovanni Borgi’s bemiddeling vonden de kinderen op latere leeftijd ook leerplaatsen bij bedrijven in Rome.
Giovanni Mastai-Ferretti was in de periode 1814-1818 al actief geweest binnen het weeshuis en had onder meer godsdienst aan de kinderen onderwezen. Het was ook in de bij het weeshuis gelegen kerk Santa Anna dei Falegnami, een kerk gewijd aan de heilige Anna, waar Giovanni zijn eerste mis na zijn priesterwijding was voorgegaan.

### Missie naar Chili
In 1823 werd het Vaticaan benaderd door Joseph Ignatius Cienfuegos, aartsdiaken van de kathedraal van Santiago de Chile, om een missie naar het Zuid-Amerikaanse land af te vaardigen om zo de kerkelijke hiërarchie in Chili te herstellen. Het land was in een onafhankelijkheidsstrijd gewikkeld met het voormalige moederland Spanje, dat elke vorm van zelfbestuur afwees. Bisschoppen in Chili waren ofwel overleden ofwel teruggekeerd naar Spanje, waardoor vele bisschopszetels vacant waren. Tussen de nieuwe republiek en de Heilige Stoel bestonden diplomatieke noch kerkelijke betrekkingen.
Als apostolisch vertegenwoordiger werd Giovanni Muzi benoemd, die gewijd werd tot titulair aartsbisschop van Philippi. Giovanni Mastai-Ferretti werd aan de delegatie toegevoegd als auditor, dit onder meer op advies van kardinaal-staatssecretaris Ercole Consalvi. Al vanaf het begin van de onderneming kampte de afvaardiging met problemen. Zo werd het schip op weg naar Chili in de haven van Palma op het Spaanse eiland Mallorca aan de ketting gelegd en de kerkelijke vertegenwoordigers werden door de Spaanse autoriteiten ondervraagd over het doel van hun reis. Na een kortstondige gevangenschap kon men de reis hervatten en op 31 december 1823 kwam de afvaardiging aan in Buenos Aires om van daaruit over land door te reizen naar Chili.
Hoewel de Chileense bevolking de delegatie uit Rome warm onthaalde, bestond er binnen de regering een sterke scepsis over de inmenging van de Heilige Stoel. Gedurende 1824 nam de Chileense regering diverse maatregelen die de positie van de Kerk ondermijnden: bezittingen van de Kerk werden in beslag genomen, geestelijken kwamen in dienst van de staat en kloosters werden opgeheven. Op 5 juni 1825 keerde de delegatie terug in Italië zonder dat er enig resultaat geboekt was.
Bij terugkomst in Rome werd Giovanni door paus Leo XII aangesteld als kanunnik van de Santa Maria in Via Lata en benoemd tot directeur van het Ospedale San Michele. Deze instelling was in 1693 opgericht door monseigneur Odescalchi, een neef van paus Innocentius XII en gold als toevluchtsoord voor zowel wezen als oude mannen en vrouwen die in de prostitutie werkzaam waren geweest. Door wanbeleid ontbrak het het Ospedale aan de benodigde inkomsten, iets wat Giovanni in korte tijd recht wist te zetten.

### Aartsbisschop en kardinaal
Op 21 mei 1827 werd Giovanni benoemd tot aartsbisschop van Spoleto en vervolgens ook tot assistent bij de Pauselijke Troon op 1 juni. De wijding tot bisschop vond plaats op 3 juni 1827 en werd uitgevoerd in de Romeinse kerk Sint Petrus' Banden door kardinaal Francesco Xaverio Castiglioni, de latere paus Pius VIII.
Giovanni’s benoeming vond plaats in een periode van grote sociale en politieke onrust. Al tijdens de periode van de Franse Revolutie en de daaropvolgende bezetting van de Italiaanse gebieden door Franse troepen was het verlangen gegroeid tot de eenwording van een Italiaanse staat, vrij van enige buitenlandse inmenging en vrij van kerkelijke inmenging in het dagelijks bestuur van het land. Diverse geheime, revolutionaire groepen – waarvan de Carbonari de bekendste werd – verzetten zich in het bijzonder tegen de invloed van de Dubbelmonarchie Oostenrijk-Hongarije, die enerzijds gebieden in Noord-Italië als hun eigen territorium beschouwden, maar anderzijds zich ook trouwe bondgenoten toonde van de Kerkelijke Staat. Doordat het de Kerkelijke Staat ontbrak aan goed opgeleide legers was zij afhankelijk van steun van buitenlandse grootmachten.
Spoleto gold als een van de centra van de revolutionaire groeperingen en Giovanni zag het als zijn taak om de verbondenheid met de Heilige Stoel te herstellen. Gebaseerd op de ervaring die hij had opgedaan in Rome besloot Giovanni zich te richten op het welzijn van zijn parochianen. Zo richtte hij een weeshuis op van waaruit de weeskinderen opgeleid werden voor diverse handelsberoepen.
In februari 1831, vlak na de verkiezing van paus Gregorius XVI, liepen de spanningen in Italië weer hoog op, beginnend in Romagna. Door het sterk antikerkelijk karakter van de opstand besloot Giovanni Mastai-Ferretti uit Spoleto te vluchten. Toen duidelijk werd dat Gregorius XVI de steun had ingeroepen van Oostenrijkse troepen keerde Giovanni terug naar zijn aartsbisdom, om van daaruit op te komen voor de belangen van de inwoners. Daar de Oostenrijkers er alles aan gelegen was om de rebellen op te pakken die zich tegen de pauselijke macht hadden gekeerd, zochten deze hun toevlucht in Spoleto. Door bemiddeling van Giovanni besloten de rebellen zich te ontwapenen en wist hij de Oostenrijkse legeraanvoerder te overtuigen geen represailles te ondernemen tegen de opstandelingen. Uit deze periode stamt ook een anekdote over Giovanni Mastai-Ferretti met betrekking tot zijn opvatting over de eventuele vervolging van de rebellen. Toen een hoge politiefunctionaris een lijst van kopstukken van de opstand had samengesteld om voor te leggen aan de paus, werd deze lijst eerst aan Giovanni voorgelegd, die de functionaris antwoordde: “U begrijpt uw beroep of het mijne niet. Wanneer een wolf van plan is de schapen te verslinden, waarschuwt hij niet de herder.” Daarna wierp hij de lijst in de open haard.
Op 17 december 1832 werd Giovanni door paus Gregorius XVI overgeplaatst naar het bisdom Imola, waarvan hij op persoonlijke titel aartsbisschop werd. Ook voor dit bisdom gold dat reorganisatie de hoogste prioriteit had. Op initiatief van Giovanni werden ziekenhuizen en een weeshuis gebouwd, werden kerken gerestaureerd en werd een voorbereidend seminarie opgericht waar mannen van minder gegoede afkomst hun opleiding tot priester konden beginnen.
Tijdens het consistorie van 23 december 1839 werd Giovanni in pectore (=in het hart) kardinaal-priester gecreëerd. Zijn naam werd op 14 december 1840 gepubliceerd en werd hem de titelkerk Santi Marcellino e Pietro toegewezen.

### Conclaaf van 1846
Op 1 juni 1846 overleed paus Gregorius XVI. De begrafenis en bijzetting vonden plaats op 6 juni in de Sint-Pietersbasiliek. In de daarop volgende periode werden de voorbereidingen getroffen voor het conclaaf, de bijeenkomst van kiesgerechtigde kardinalen om uit hun midden een nieuwe paus te kiezen. De voorwaarden voor het houden van een conclaaf waren verre van gunstig: binnen alle Italiaanse gebieden heerste grote onrust en aan de Oostenrijkse keizer was om militaire hulp gevraagd om de dreigende opstanden te onderdrukken.
Evenals tijdens drie van de vier eerdere conclaven van de 19e eeuw probeerden de wereldlijke vorsten het stemgedrag van de kardinalen te beïnvloeden om zo tot een in hun ogen meest geschikte kandidaat voor het hoogste kerkelijke ambt te komen. Vanuit Franse zijde, maar ook binnen de Italiaanse gebieden, bestond de roep om een meer liberale paus die ook bereid zou zijn het wereldlijk bestuur van de Kerkelijke Staat te hervormen. Hierbij werden de namen genoemd van de kardinalen Tommaso Pasquale Gizzi, Ludovico Micara en Giovanni Mastai-Ferretti, waarbij laatstgenoemde de voorkeur had van de Fransen.
Keizer Ferdinand I van Oostenrijk-Hongarije stond een absolutistische paus voor, waarbij de voorkeur werd uitgesproken voor kardinaal Luigi Lambruschini, die tijdens het pontificaat van Gregorius XVI kardinaal-staatssecretaris was geweest en de harde lijn van Gregorius wenste voort te zetten. Aan kardinaal Karl Kajetan von Gaisruck, aartsbisschop van Milaan, werd door de Oostenrijkse keizer de opdracht gegeven een eventueel veto (=het Ius Exclusivae) uit te spreken, indien duidelijk zou worden dat Giovanni Mastai-Ferretti tot paus gekozen zou worden. Zover zou het echter niet komen, doordat de Oostenrijkse kardinaal te laat arriveerde en daardoor niet deelnam aan het conclaaf.
In totaal waren er 50 van de 62 kiesgerechtigde kardinalen aanwezig. De 50 aanwezige kardinalen kwamen uit de Italiaanse gebieden, de 12 afwezige kardinalen kwamen uit Italië (4), Frankrijk (3), Oostenrijk (2), Spanje (1), België (1) en Portugal (1). Het conclaaf begon op 14 juni 1846 en werd het voor de laatste maal gehouden in het Palazzo del Quirinale te Rome. Al vanaf de eerste stemming op 15 juni werd duidelijk dat de verkiezing zou gaan tussen Lambruschini en Mastai-Ferretti.
Tijdens de vierde stemmingsronde op 16 juni 1846 verkreeg Giovanni Mastai-Ferretti 36 voorkeurstemmen, waardoor zijn verkiezing een feit was. Hierdoor werd het conclaaf van 1846 het kortste conclaaf van de 19e eeuw tot dan toe. Toen aan Giovanni gevraagd werd welke naam hij zou dragen gaf hij aan Pius te willen worden genoemd als eerbetoon aan paus Pius VII, aan wie Giovanni veel te danken had. De kroning met een speciaal voor deze gelegenheid gemaakte tiara vond plaats op 21 juni 1846.

## Pontificaat

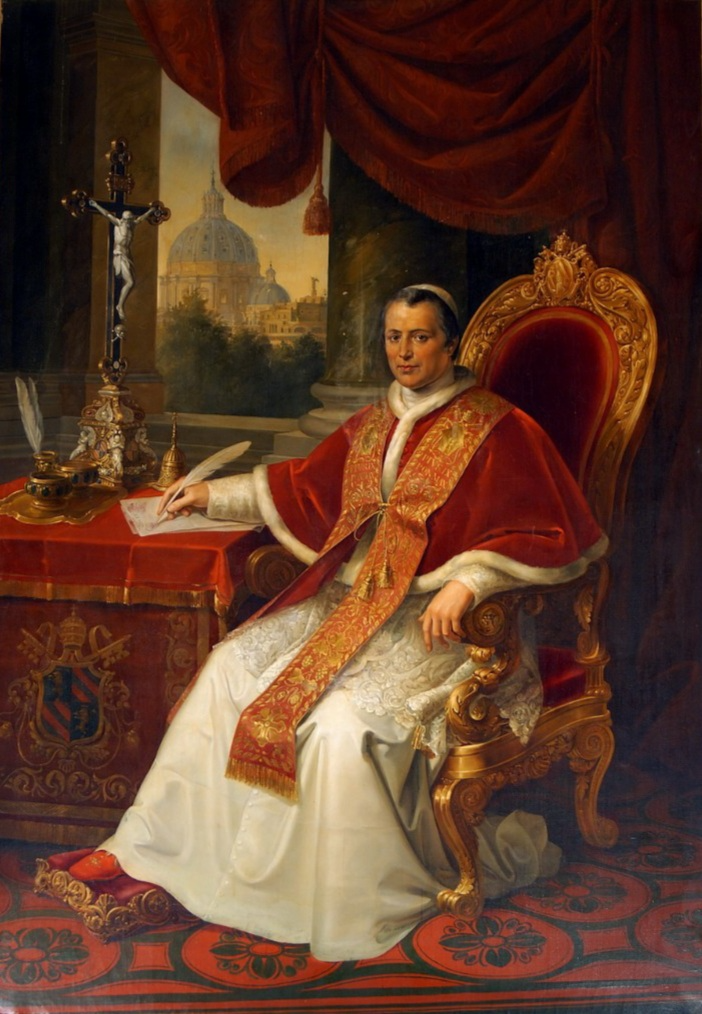
Paus Pius IX, kort na zijn verkiezing

Met de benoeming van Pius IX zou gekozen zijn voor een liberalere politiek binnen de Kerkelijke Staat, in tegenstelling tot zijn voorganger Gregorius XVI, die – met steun van Oostenrijk – met harde hand het absolutistisch karakter van de soevereiniteit van de paus in stand had gehouden. Bijgestaan door zijn kardinaal-staatssecretaris Luigi Lambruschini was het verzet van Gregorius tegen elke moderniteit uitgegroeid tot een ware kruistocht; zo verzette hij zich fel tegen de aanleg van een spoorlijnnetwerk binnen de Kerkelijke Staat dat hij omschreef als “chemins d’enfer” (=hellewegen)
Met name van Oostenrijkse zijde was er ongenoegen over de keuze van Pius IX. Er werd gevreesd dat door de nieuwe paus de rol van Frankrijk binnen het kerkelijk bestuur in aanzien zou toenemen, maar ook dat door een ommekeer in de gevoerde politiek binnen de Kerkelijke Staat de machtspositie van Oostenrijk, met name in het noorden van de Italiaanse gebieden, onder druk zou komen te staan.
Op basis van zijn ideeën over het bestuur van de Kerkelijke Staat mocht Pius IX dan aanvankelijk als liberaal gezien worden, op het gebied van geloofszaken en pauselijke autoriteit bleef het conservatieve gedachtegoed gehandhaafd, zoals bleek uit zijn eerste encycliek, Qui Pluribus, van 9 november 1846, waarin hij stelling nam tegen modernistische ideeën en waarschuwde tegen sektarische genootschappen die de positie van de Heilige Stoel en het rooms-katholieke geloof trachtten te ondermijnen. Deze strijd tegen vernieuwingen zou na 1850 alleen maar toenemen en in 1864 resulteren in de uitvaardiging van de encycliek Quanta Cura, waarin Pius IX onder meer de vrijheid van meningsuiting en godsdienstvrijheid scherp veroordeelde. Samen met de encycliek werd ook de Syllabus Errorum uitgebracht, een opsomming van – in de ogen van de Rooms-Katholieke Kerk – tachtig dwalingen. Pius IX riep alle katholieken op afstand te nemen van deze meningen en leerstellingen.

Bij een zo verregaande valsheid van averechtse meningen hebben wij, in het diepe besef van onze apostolische plicht en in onze grote bezorgdheid voor onze heilige godsdienst, voor de zuiverheid van de leer en voor het heil van de zielen, ons van Godswege toevertrouwd, en voor het welzijn ook van de menselijke samenleving, gemeend wederom onze apostolische stem te moeten verheffen. En daarom is het dan ook dat wij alle meningen en leerstellingen, zonder uitzondering, door ons in deze encycliek afzonderlijk vermeld, volgens ons apostolisch gezag afwijzen, verwerpen en veroordelen, en wij willen en bevelen dat zij door alle kinderen van de katholieke Kerk volstrekt als afgewezen, verworpen en veroordeeld beschouwd worden.

### Verlies van de Kerkelijke Staat
1846-1850
Al sinds de Franse Revolutie en de daaropvolgende bezetting van de Italiaanse gebieden door Frankrijk groeide het verlangen binnen Italië voor een eenwording van het land, vrij van buitenlandse inmenging en met meer macht aan de bevolking dan aan de clerus. Verschillende geheime, revolutionaire groeperingen werden gevormd om het ideaal van een zelfstandige republiek te verwezenlijken zonder enige inmenging van de geestelijkheid.
Een ander idee kwam van de Italiaanse geestelijke en filosoof Vincenzo Gioberti (1801-1852), die in zijn publicatie “Del primato morale e civile degli Italiani” (='het morele en civiele primaat der Italianen') een federatie van de Italiaanse staten voorstond onder presidentschap van de paus, waarbij hij het pausschap als “de laatste grootsheid die aan Italië is voorbehouden” omschreef. Pius IX, die aanvankelijk bewondering toonde voor het werk van Gioberti, veranderde in 1850 van mening, toen bleek dat Gioberti de macht van de geestelijkheid alsnog aan banden wilde leggen. Diens werken werden later ook op de Index geplaatst omdat hij een te vijandige houding ten aanzien van de jezuïeten ingenomen zou hebben.
Van geheel andere orde was de wens om Italië één te laten worden onder het Huis Savoye, dat regeerde over het koninkrijk Sardinië, en gezien werd als de enige niet-buitenlandse dynastie binnen de Italiaanse grenzen.

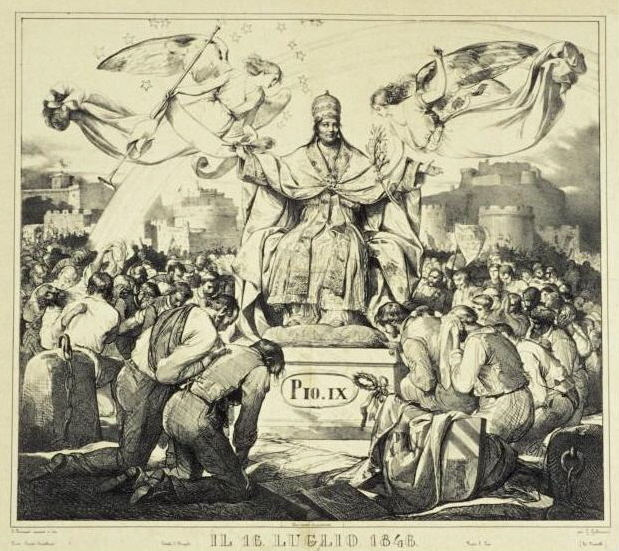
Allegorische voorstelling van Pius IX ter gelegenheid van de door hem verleende amnestie op 16 juli 1846

Om tegemoet te komen aan de onvrede die er heerste binnen de Kerkelijke Staat besloot Pius IX op de eerste plaats om op 16 juli 1846 amnestie te verlenen aan politieke gevangenen en dissidenten: “De liefde aan ons getoond door onze trouwe onderdanen en de vele bewijzen van verering die zij getoond hebben aan de Heilige Stoel in de persoon van onszelf, hebben ons ervan overtuigd dat we in alle geruststelling amnestie kunnen verlenen.” Op 8 augustus 1846 volgde de benoeming van kardinaal Tommaso Pasquale Gizzi tot kardinaal-staatssecretaris, de favoriet van de liberalen tijdens het conclaaf van 1846. Voor de regering van de staat werd door Pius IX een commissie in het leven geroepen, bestaande uit zes kardinalen, onder wie de door het Romeinse volk gehate kardinaal Lambruschini. Een van de belangrijkste taken van de nieuwe regering was het op orde brengen van de financiële situatie van de Kerkelijke Staat. De Franse overheersing en het weren van moderne technieken binnen de maatschappij hadden ertoe geleid dat de staat afhankelijk was geworden van het buitenland. Zoals hij tijdens zijn periode in Spoleto ook al had gedaan, gaf Pius IX opdracht verbeteringen aan te brengen in de infrastructuur. Zo beval hij de aanleg van een spoorwegnet en streefde hij ernaar accijnzen op voedingsmiddelen te verlagen, belastingen naar evenredigheid te verleggen naar rijkere parochies en braakliggende gebieden te cultiveren voor landbouwactiviteiten, waaronder de rijstbouw.
Om de bevolking aan zijn zijde te krijgen liet hij op grote schaal aalmoezen uitdelen en werden er iedere donderdag publieke audiënties gehouden. Grootschalige politieke vervolgingen werden tevens gestaakt.
Op 19 april 1847 maakte Pius IX voorts bekend dat hij van plan was een adviesraad (Consulta di Stato) te installeren, die geheel zou bestaan uit leken uit de verschillende provincies van de Kerkelijke Staat. Ook werd een civiele garde, de Guardia Civica, opgericht en een kabinetsraad.
Ondanks deze toenaderingspogingen tot de hervormingsgezinden bleef de onvrede bestaan. De filosoof en politicus Giuseppe Mazzini, leider van La Giovine Italia, verwoordde het streven naar hervorming kort na de verkiezing van Pius IX in een pamflet: “De paus zal verdergaan met hervormingen uit principe én uit bittere noodzaak.” Een in Genua georganiseerd wetenschappelijk congres in 1847 bleek een samenkomst van revolutionairen, die de afschaffing van de macht van de geestelijkheid voorstonden. De deelnemers aan het congres wezen op het falen van het bestuur door de wijze waarop was opgetreden tegen rampspoeden die het schiereiland kort daarvoor hadden getroffen: de deels mislukte oogsten van 1845 en 1846, waardoor er hongersnood dreigde, en de grote overstromingen, waardoor grote delen van Rome onder water waren komen te staan. Met name het Joodse getto was hierdoor getroffen, waardoor Pius IX gedwongen werd de regels ten aanzien van het getto te versoepelen.
| Kardinaal-staatssecretarissen onder Pius IX | Kardinaal-staatssecretarissen onder Pius IX |
| Kardinaal                                   | Periode                                     |
| ------------------------------------------- | ------------------------------------------- |
| Tommaso Pasquale Gizzi                      | 8 augustus 1846 – 5 juli 1847               |
| Gabriele Ferretti                           | 17 juli 1847 – 31 december 1847             |
| Giuseppe Bofondi                            | 1 februari 1848 – 10 maart 1848             |
| Giacomo Antonelli                           | 10 maart 1848 – 3 mei 1848                  |
| Antonio Orioli                              | 5 mei 1848 – 4 juni 1848                    |
| Giovanni Soglia Ceroni                      | 4 juni 1848 – 29 november 1848              |
| Giacomo Antonelli                           | 6 december 1848 – 6 november 1876           |
| Giovanni Simeoni                            | 18 december 1876 – 7 februari 1878          |

De viering van het eenjarig pontificaat van Pius IX, die was uitgelopen op een patriottistische demonstratie en geleid had tot een verbod op toekomstige feesten, werd door de revolutionairen aangegrepen om hun onvrede over het beleid te uiten, wat onder meer leidde tot het aftreden van kardinaal Gizzi als staatssecretaris. Laatstgenoemde werd opgevolgd door kardinaal Gabriele Ferretti, een neef van Pius IX. Als verweer op de beschuldiging van nepotisme benadrukte Pius IX dat hij met de aanstelling van Ferretti het liberale gedachtegoed wilde doorzetten.
De oprichting van het gemeentebestuur van Rome op 2 oktober 1847 was voor velen het bewijs dat er een einde zou komen aan de kerkelijke macht in die stad; weliswaar namen prelaten nog deel aan het bestuur, maar hun macht was beperkt.

#### De omslag van 1848
Het Revolutiejaar 1848 betekende een ommekeer binnen de gevestigde orde in Europa. Bij de militaire bondgenoten van de Kerkelijke Staat, Frankrijk, Oostenrijk en het koninkrijk der Beide Siciliën, vonden machtsverschuivingen plaats die leidden tot het aftreden van monarchen en staatslieden (Frankrijk en Oostenrijk) en tot het toestaan van een grondwet in het koninkrijk der Beide Siciliën.
Verschillende groeperingen binnen Rome haakten in op de gebeurtenissen in het buitenland. Pius IX zag zich gedwongen onder druk van de publieke opinie meer invloed van de burgers op het bestuur toe te staan, wat in maart 1848 resulteerde in de uitvaardiging van een nieuwe grondwet, de Statuto. De eis aan de paus om een oorlog uit te roepen tegen het gehate Oostenrijk legde Pius IX resoluut naast zich neer. Tijdens het consistorie van 29 april 1848 gaf Pius IX aan dat een oorlog in strijd zou zijn met het gedachtegoed van de kerk, omdat immers “wij op aarde de plaats in nemen van Hem, die de auteur is van de vrede en de voorvechter van liefdadigheid.” De weigering van Pius werd gezien als verraad jegens het na te streven ideaal.
Hoewel de ook in Rome uitgebroken opstanden met behulp van Oostenrijkse legers onderdrukt werden, bleef de onvrede binnen Italië aanwezig. Op 15 november 1848 resulteerde dit in de moord op Pellegrino Rossi, minister van justitie binnen de regering van de Kerkelijke Staat. Vervolgens trokken de opstandelingen naar het Palazzo del Quirinale, waar Pius IX zich had verschanst samen met buitenlandse afgezanten. Tijdens de bestorming van het pauselijk verblijf, waarbij opnieuw een medewerker van Pius IX sneuvelde, wisten de revolutionairen door te dringen tot de paus, die beschermd werd door leden van de Zwitserse en de Nobelgarde en door de buitenlandse ambassadeurs, die de opstandelingen erop wezen dat elk onrecht jegens de paus met harde hand zou worden gewroken. Daarna werd besloten de paus gevangen te houden binnen het paleis.

#### Vlucht
Vanwege de precaire situatie nam Pius IX het besluit Rome voorlopig te ontvluchten. Verkleed als gewoon priester wist hij op 24 november 1848 te ontsnappen met behulp van Spaur, de Beierse ambassadeur, en de Franse ambassadeur graaf d’Harcourt. Hoewel Pius eerst van plan was geweest om naar Spanje uit te wijken, koos hij uiteindelijk voor Gaeta, een plaats in het koninkrijk der Beide Siciliën. Hij verbleef er in het Koninklijk Paleis van Portici, nabij het centrum van Napels.
Op 9 februari 1849 werd in Rome de Romeinse Republiek uitgeroepen. Pius IX, die een snelle terugkeer naar Rome voorstond, riep daarop de hulp in van alle katholieke naties om hem te helpen zijn macht te herstellen. Spanje, Frankrijk en Oostenrijk waren daartoe bereid, alsook Duitsland en Rusland, zij het dat de laatste twee een herstel van de pauselijke macht voorstonden onder toezicht van de grootmachten om zo een nieuwe escalatie binnen de Italiaanse gebieden te voorkomen. Verzet kwam uit het koninkrijk Sardinië, dat meende dat een oorlog tegen Oostenrijk en de onderwerping van het koninkrijk der Beide Siciliën aan Italië noodzakelijk was om zo tot een verenigd land te komen.
Na de herovering van de stad Rome begin juli 1849 door de Franse troepen werd een einde gemaakt aan de republiek. Om het bestuur binnen de Kerkelijke Staat te hervatten werd door Pius IX een triumviraat opgericht bestaande uit de drie kardinalen Gabriele della Genga Sermattei – een neef van de latere paus Leo XII –, Luigi Vannicelli Casoni en Lodovico Altieri. Deze Commissione governata di Stato ondernam direct die maatregelen die door Pius IX gewenst waren: elke vorm van liberalisering binnen de politiek van de Kerkelijke Staat werd teruggedraaid en bepaalde vrijheden waaronder die van de persvrijheid werden danig beperkt. Ook de rechtspraak werd verscherpt en de inquisitie werd opnieuw ingevoerd.
De Franse regering reageerde mild kritisch op deze ontwikkeling en wees het Vaticaan erop dat zij slechts geholpen hadden bij het herstel van de pauselijke macht in de veronderstelling dat daardoor de paus zijn regeringsbeleid zou aanpassen, met name inzake de secularisatie van het bestuur.
Pius had er overigens niet zelf voor gekozen om in 1849 direct terug te keren naar Rome, vanwege de – naar Pius’ mening – halfslachtige opstelling van de Fransen inzake het herstel van de pauselijke macht. Dat de paus opnieuw als staatshoofd moest worden erkend, was bedoeld als handreiking naar de Franse geestelijkheid. De Franse regering drong er echter op aan dat het bestuur verder geliberaliseerd zou worden. Het toezicht zou in handen van de Fransen moeten liggen. Pius was door zijn verbanning een tegenstander geworden van elke vorm van modernisering van het bestuur. Hij beschouwde de Franse reactie als een toenaderingspoging tot de revolutionairen, die hij slechts kon afwijzen.
Op 12 april 1850 keerde Pius uiteindelijk terug in Rome en besloot zijn intrek te nemen in het Apostolisch Paleis in het Vaticaan. Het driemanschap werd ontbonden en de uitvoerende macht kwam opnieuw in handen van kardinaal Giacomo Antonelli.
1850-1870

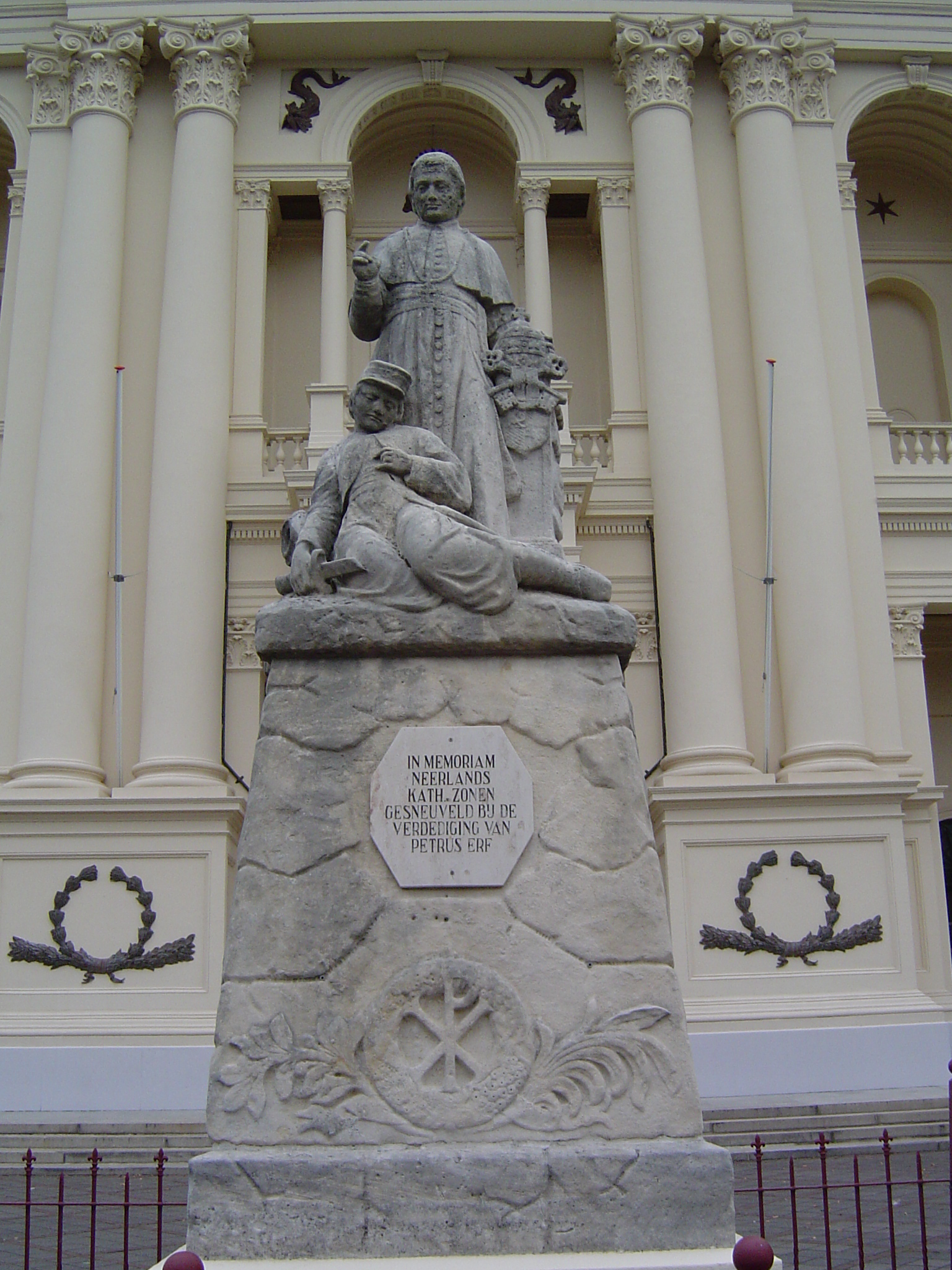
Standbeeld te Oudenbosch ter herinnering aan de gevallen Pauselijke Zoeaven tijdens de strijd om de Kerkelijke Staat. Centraal staat paus Pius IX, met aan zijn voeten een omgekomen zoeaaf.

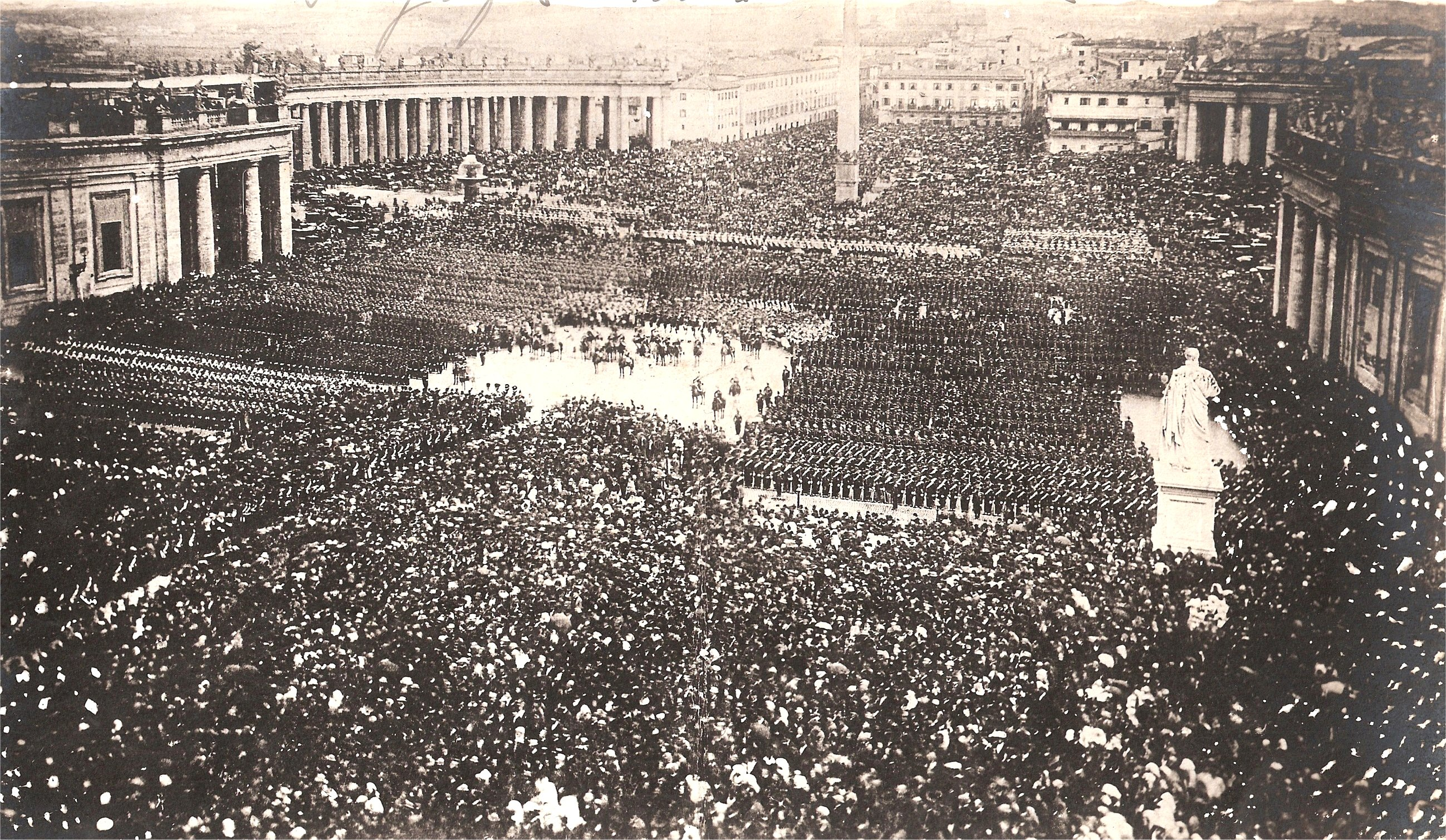
Paus Pius IX zegent zijn troepen voor de laatste keer, op 25 april 1870, op het Sint-Pietersplein in Rome

Hoewel de situatie binnen de Kerkelijke Staat zich leek te stabiliseren, bleven – mede dankzij de aanwezigheid van de Franse troepen – revolutionaire bewegingen actief. De woede van de tegenstanders richtte zich daarbij niet alleen op de geestelijken, ook Franse soldaten moesten het ontgelden, wat onder meer tot de Franse maatregel leidde dat alle opstandelingen die op straat gepakt werden met enig wapen, ter plekke gefusilleerd mochten worden. Onder leiding van premier Camillo Benso di Cavour van het koninkrijk Sardinië werd de roep om eenwording van de Italiaanse gebieden in stand gehouden en werd door de regering een steeds sterker antiklerikaal standpunt ingenomen: zo werd in 1854 het bestaan van kloosters verboden.
Cruciaal werd de dubbelrol van de in 1852 tot keizer gekroonde Napoleon III Bonaparte. Tijdens een ontmoeting tussen Cavour en de Franse keizer in 1858 te Plombières werd een plan opgesteld voor een te voeren oorlog tegen Oostenrijk. Na verdrijving van de Oostenrijkers kon het koninkrijk Sardinië zijn territorium uitbreiden alsook delen van de Kerkelijke Staat inlijven door goedkeuring van de bevolking (via referenda) dan wel door verovering. Napoleon III bedong echter dat de pauselijke onafhankelijkheid in Rome en omstreken verzekerd moest blijven, gegarandeerd door de aanwezigheid van Franse troepen.
Op 4 juli 1859 werden de Oostenrijkse legers bij Magenta verslagen en kwamen Milaan en Toscane in handen van het koninkrijk Sardinië. Een opstand in Bologna werd vervolgens door koning Victor Emanuel II aangegrepen om de orde in de stad te herstellen, waarna hij andere delen van de Kerkelijke Staat opriep referenda te houden.

#### Zoeaven
De verontwaardiging bij Pius IX was groot en hij besloot de koning te excommuniceren. Ook dreigde de paus iedereen die zou deelnemen aan een referendum dezelfde straf te zullen geven. De eis van Victor Emmanuel dat ook de macht over Umbrië en de Marken aan hem werd overgedragen leidde ertoe dat Pius IX met hulp van een vrijwilligersleger, de Pauselijke Zoeaven, inname van de gebieden trachtte te voorkomen. Dit leger was tot stand gekomen door een oproep van Pius IX aan alle katholieke, ongehuwde jongemannen ter wereld om hem te helpen zijn wereldlijke macht te behouden. Onder deze vrijwilligers bevonden zich 3181 Nederlanders en 1634 Belgen. Het Nederlandse contingent was met name op de been geholpen door de pastoor van Oudenbosch, Willem Hellemons, die aan zijn inspanningen de bijnaam Zoeavenpastoor overhield.
Op 18 september 1860 werden de zoeaven in de Slag bij Castelfidardo verslagen en na een tweede nederlaag op 30 september van datzelfde jaar bij de Italiaanse stad Ancona was het pleit beslecht. Met uitzondering van de stad Rome en haar omgeving viel de rest van het Italiaanse schiereiland voortaan onder het bestuur van Victor Emmanuel, waardoor op 17 maart 1861 officieel het koninkrijk Italië werd uitgeroepen.
De daarop volgende negen jaar wist Pius IX zijn macht over de sterk gereduceerde Kerkelijke Staat te handhaven dankzij de aanwezigheid van de Fransen en de zoeaven. Met het decreet Non Expedit in 1868 trachtte Pius IX alsnog invloed te verkrijgen over de katholieke bevolking. In het decreet werd het immers aan katholieken verboden deel te nemen aan parlementaire verkiezingen en was het niet toegestaan om zich kandidaat te stellen voor een zetel binnen het parlement. De Italiaanse koning, die ogenschijnlijk akkoord ging met deze situatie, gaf echter aan dat een vertrek van de Fransen gevolgen zou hebben voor de positie van de stad Rome. Die verandering kwam in 1870 toen de Franse troepen in Italië door keizer Napoleon III teruggeroepen werden, doordat het land verwikkeld was in een oorlog met Pruisen. De Inname van Rome volgde op 20 september 1870. Pius trok zich terug in het Vaticaan, waarbij hij zichzelf zag als een gevangene.
Als handreiking aan de paus werd op 13 mei 1871 binnen het Italiaanse parlement de Garantiewet (=La legge delle Guarentigie) aangenomen, waarin onder andere de soevereiniteit van de paus erkend werd, schadeloosstelling werd geboden in de vorm van een jaarlijkse geldelijke bijdrage en het recht op het bezit van het Vaticaan en de pauselijke zomerresidentie Castel Gandolfo gegarandeerd werd. Pius IX weigerde echter daarmee akkoord te gaan, zoals verwoord in de encycliek Ubi Nos van 15 mei 1871. Ook zijn directe opvolgers gingen nooit in op toenaderingspogingen van de Italiaanse regering. Pas bij de afsluiting van de Lateraanse Verdragen onder paus Pius XI in 1929 kwam een einde aan de impasse.

#### Continuïteit

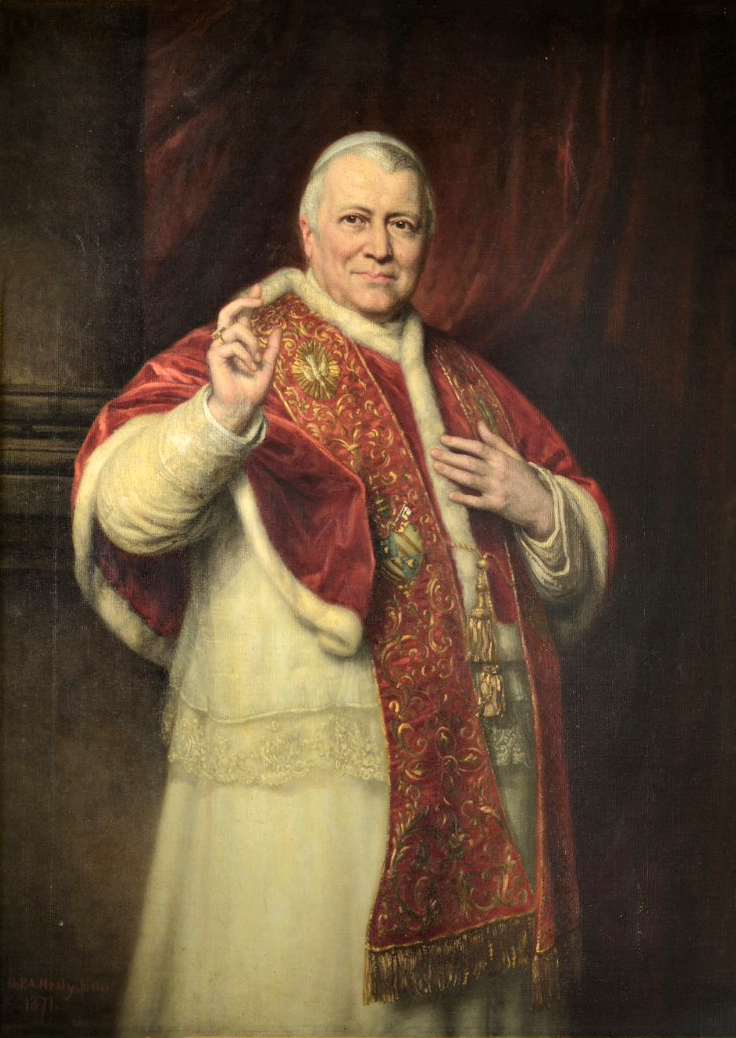
Paus Pius IX met staatsiestola, op latere leeftijd

Om de continuïteit van het pausschap te garanderen besloot Pius IX al kort na de annexatie van Rome in 1870 tot het opstellen van drie geheime constituties die de verkiezing van zijn opvolger moesten bespoedigen. Pius vreesde dat na zijn dood de Italiaanse regering invloed zou uitoefenen op de keuze van een nieuwe paus, niet geheel onterecht, omdat met name uit niet-katholieke hoek aangedrongen werd op wereldlijke inbreng.
De constitutie In Hac Sublimi van 21 augustus 1871 gold als de meest verstrekkende, omdat zij met eerdere bepalingen omtrent het conclaaf brak en elke wereldlijke inmenging ten strengste verboden werd. Om de verkiezing zo snel mogelijk te laten aanvangen bepaalde Pius ook dat deze moest beginnen op het moment dat de helft plus een van de kiesgerechtigde kardinalen bijeen was op de plaats waar het conclaaf plaatsvond.
In Licet per apostolicas van 8 september 1874 onderstreepte Pius dat elke beslissingsbevoegdheid die normaliter voorbehouden was aan de paus tijdens de periode van sedisvacatie niet aangewend mocht worden door de kardinalen en eiste hij volledige geheimhouding over het verloop van het conclaaf.
De laatste constitutie, Consulturi, van 10 oktober 1877 riep de kardinalen op het conclaaf te verdagen – zelfs als dit al begonnen was – wanneer de indruk bestond dat de verkiezing niet conform de richtlijnen kon worden uitgevoerd.
De drie constituties, die pas na de dood van Pius IX publiek gemaakt mochten worden, waren niet de enige maatregelen die de paus had getroffen. Naast het verbod aan kardinalen om al tijdens Pius’ leven te vergaderen over een eventuele kandidaat-opvolger veranderde Pius ook de samenstelling van het kardinalencollege naar nationaliteit. Waren er bij zijn eigen verkiezing acht niet-Italiaanse kardinalen, tijdens het conclaaf van 1878 waren er 25 niet-Italiaanse kiesgerechtigde kardinalen, waarvan er negentien na 1870 waren gecreëerd.
Tijdens 23 consistories creëerde Pius IX in totaal 123 kardinalen. Door zijn ambtstermijn van bijna 32 jaar waren er bij de dood van Pius slechts drie kardinalen, allen benoemd door zijn voorganger, paus Gregorius XVI, die eerder hadden deelgenomen aan een conclaaf.

### Geloofskwesties

#### Dogma van de Onbevlekte Ontvangenis van Maria

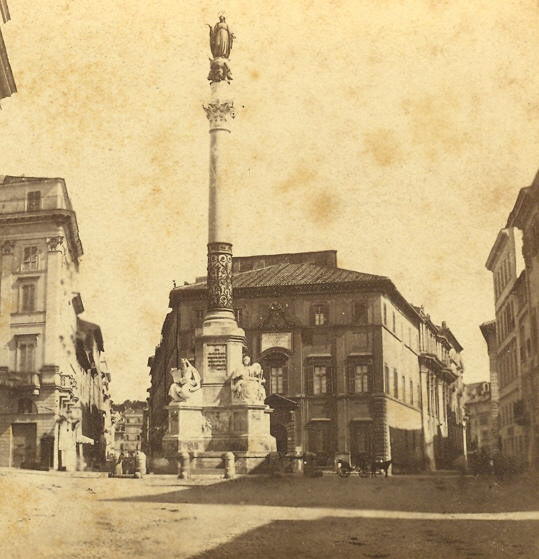
Zuil van de Onbevlekte Ontvangenis op de Piazza di Spagna te Rome

In 1848 benoemde Pius een commissie van theologen die het dogma van de Onbevlekte Ontvangenis van Maria moest voorbereiden. Essentie van het dogma zou worden dat Maria als Moeder Gods vanaf haar ontvangenis in de moederschoot, dus 9 maanden voor de geboorte, vrij was geweest van de erfzonde. Deze bijzondere status werd volgens de kerk bevestigd door de boodschap van de aartsengel Gabriël toen hij aan Maria haar moederschap van Jezus bekendmaakte: “Wees gegroet, vol van genade” Deze stellingname had in de loop van de geschiedenis echter voor- en tegenstanders gekend; tot de laatste groep behoorden ook de door de Rooms-Katholieke Kerk na hun dood benoemde kerkleraren Albertus Magnus en Thomas van Aquino. Zij meenden dat Maria behoorde tot de mensheid en daardoor ook belast was met de erfzonde.
Tijdens de vijfde zitting van het Concilie van Trente op 17 juni 1546 was de leer over de erfzonde opnieuw bevestigd, maar de concilievaders maakten duidelijk dat de Maagd Maria niet daardoor automatisch belast was met die zonde.
Onder Pius’ voorganger, Gregorius XVI, waren uiteindelijk plannen opgevat om de afkondiging van het dogma te realiseren, maar pas onder Pius IX werden de daadwerkelijke voorbereidingen daartoe getroffen. Hiertoe zou hij zijn aangespoord door kardinaal Lambruschini, die meende dat de definitie van het dogma “de betekenis van de Christelijke waarheden zou herstellen en de geesten terug zou brengen van het pad van het naturalisme”. Pius riep niet alleen de commissie ter voorbereiding, maar ook de kardinalen en bisschoppen op hun visie ten aanzien van het voorgenomen plan te geven, zoals verwoord in zijn encycliek Ubi Primum van 2 februari 1849.
Op 8 december 1854 werd met de bul Ineffabilis Deus het dogma afgekondigd. Ter bevestiging hiervan werd in 1857 door Pius IX het standbeeld Onbevlekte Ontvangenis van Maria – gemaakt door de Italiaanse beeldhouwer Giuseppe Obici (1801-1878) – gewijd op het Piazza di Spagna in Rome. Ook tegenwoordig vindt bij dit standbeeld elk jaar op 8 december een viering plaats waarbij de paus ook aanwezig is. Wijdverbreid tot op de dag van vandaag is het misverstand dat met de 'onbevlekte ontvangenis' van Maria de maagdelijke geboorte van Jezus bedoeld zou zijn.
Het dogma bracht een toename van de Mariaverering voort binnen de katholieke gemeenschap. Voor Pius IX kwam de bevestiging van zijn besluit op 25 maart 1858, toen de Maagd Maria aan Bernadette Soubirous verschenen zou zijn en zich zelf bekendmaakte met de woorden: “Que soy era Immaculada Councepciou” (vertaling: Ik ben de Onbevlekte Ontvangenis). (Zie ook: Een voorspelling)

#### Vaticaans Concilie

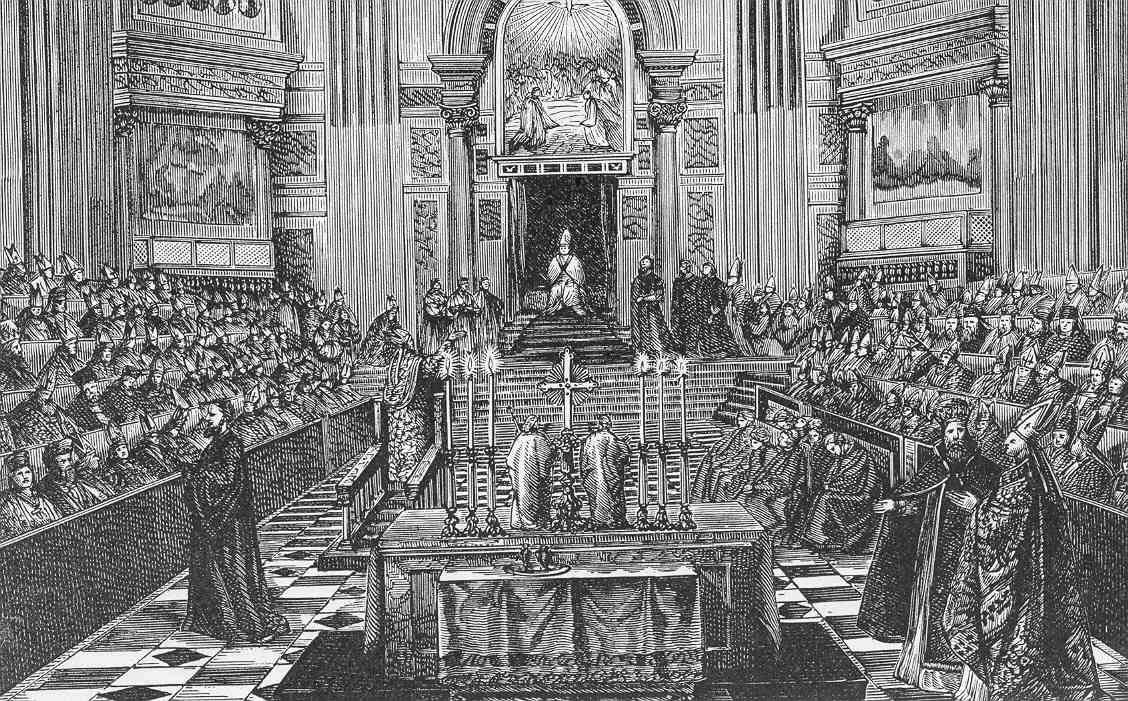
Het Eerste Vaticaans Concilie, voorgezeten door paus Pius IX

Op 6 december 1864 maakte Pius IX tijdens een bijeenkomst van de Congregatie voor de Riten bekend dat hij het voornemen had om een oecumenisch concilie bijeen te roepen. Deze bijeenkomst van kerkelijke leiders zou plaatsvinden in het Vaticaan en als locatie werd daarvoor de Sint-Pietersbasiliek aangewezen. Doel van het concilie was om de positie van de Kerk te versterken en bepaalde maatschappelijke veranderingen  te bespreken. De invloed van deze wilde hij beperken, dan wel afwijzen. Het tijdstip van afkondiging van het concilie was niet geheel toevallig gekozen: twee dagen later volgde Pius’ encyclieken Quanta Cura en de Syllabus Errorum, waarin stelling werd genomen tegen de – in de ogen van de paus – vele dwalingen en dwaalleren die de maatschappij bedreigden.
Om de impact van het concilie te vergroten, stelde Pius voor om alle kerkelijke leiders op te roepen voorstellen aan te dragen, die tijdens het concilie ter sprake moesten komen. Om alle verzoeken te ordenen en de agenda voor de bijeenkomst voor te bereiden werd een commissie opgericht, de Congregazione speciale direttice per gli affari del futuro concilio generale, geleid door vijf kardinalen. Het was de bedoeling om de kerkvergadering op 29 juni 1867 te openen, de 1800e gedenkdag van het martelaarschap van de apostelen Petrus en Paulus. De Duitse Oorlog van 1866, waarbij onder meer Oostenrijk en Italië tegenover elkaar waren komen te staan, en de hieruit voortvloeiende terugtrekking van Franse troepen uit Rome zorgden er echter voor dat de voorbereidingen vertraagd werden en pas op 30 oktober 1867 hervat konden worden.
Met de bul Aeterni Patris ('Over de Eeuwige Vader') van 29 juni 1868 werd de definitieve openingsdatum vastgelegd op 8 december 1869. Kardinalen, bisschoppen en kloosteroversten werden uitgenodigd. In tegenstelling tot voorgaande concilies gingen er geen uitnodigingen uit naar wereldlijke leiders, hoewel het hun niet verboden werd aanwezig te zijn bij de besprekingen, zij het dat zij geen inspraak noch stemrecht genoten. In twee brieven riep Pius ook leden van de orthodoxe kerken en protestanten op om deel te nemen aan het concilie; voorwaarde was echter dat zij daartoe eerst terug moesten keren naar de Moederkerk in Rome.
Na een voorbereiding van vijf jaar werden de agendapunten vastgelegd. Naast de voorstellen voor drie dogmatische afkondigingen, betrekking hebbend op de katholieke geloofsleer, de Kerk van Christus en het christelijk huwelijk, zouden ook onderwerpen met betrekking tot het bisschopsambt, studies aan de seminaries, verbetering van de christelijke moraal en de vastlegging van kerkelijke feestdagen ter sprake komen. Vanuit verschillende prelaten  was ook het verzoek gekomen om een herziening van het kerkelijk wetboek te realiseren.

#### Onfeilbaarheid
De meeste aandacht ging echter uit – al dan niet bedoeld – naar een eventuele afkondiging van de onfeilbaarheid van de paus. Buiten de Kerk groeide het gevoel dat de kerkvergadering bijeengeroepen was om dit dogma te bevestigen. Dit werd echter door het Vaticaan aanvankelijk tegengesproken, totdat een publicatie in La Civiltà Cattolica, een sterk aan het Vaticaan gelieerd lijfblad uitgegeven door jezuïeten, op 6 februari 1869 suggereerde dat de onfeilbaarheid op verzoek van vele prelaten zeker besproken zou gaan worden. Met name vanuit Engeland, Frankrijk, Duitsland, Rusland en Oostenrijk werd de vrees uitgesproken dat het nieuwe dogma de pauselijke autoriteit zou vergroten, waardoor de invloed van de landen op de lokale Kerk drastisch zou verminderen. Deze landen adviseerden hun geestelijken dan ook om niet deel te nemen aan het concilie – maar uiteindelijk zouden alleen de prelaten uit Rusland niet naar Rome afreizen.
Pius IX, die aan bezoekers te kennen gaf niets in het dogma van onfeilbaarheid te zien, had zich echter in twee encyclieken al uitgesproken over de onbetwiste soevereiniteit van de paus en de daarmee gepaard gaande onfeilbaarheid:
Deze autoriteit [pausschap] beoordeelt op onfeilbare wijze alle geschillen aangaande geloofs- en morele zaken …— Qui Pluribus, paragraaf 10
In deze autoriteit [pausschap] leeft het onveranderbare leerambt van dit geloof voort— Nostis et Nobiscum, paragraaf 17
Na de officiële opening van het concilie door Pius IX op 8 december 1869 bleek echter al snel dat de meeste deelnemers zich voornamelijk richtten op het onfeilbaarheidsvraagstuk. Hoewel de voorstanders ruim in de meerderheid waren, grepen de tegenstanders elke gelegenheid aan om de besluitvorming hierover te vertragen door felle discussies te voeren tijdens diverse bijeenkomsten. Daarom besloot Pius IX zelf in te grijpen en de reglementen voor het concilie aan te passen. Ook nam de paus zelf het initiatief om voorstanders van het dogma publiekelijk te prijzen, terwijl tegenstanders publiekelijk, maar ook privé volledig door Pius werden vernederd. In een brief van 12 maart 1870 verweet Pius de tegenstanders dat zij roekeloos waren, dwaasheid vertoonden en grote brutaliteit.
De patriarch van de Melkitische Grieks-Katholieke Kerk, Gregorius II Youssef-Sayour (1823-1897) verliet het concilie vroegtijdig om niet te hoeven te stemmen over het dogma. Hij vreesde dat het dogma de oosters-orthodoxe patriarchen zou ergeren en elke kans op een mogelijke hereniging met de oosters-orthodoxe kerken zou hypotheceren. Toen Gregorius bij een later bezoek aan Pius tijdens een privéaudiëntie als eerbetoon aan de paus diens voet kuste, zou deze volgens Maximos IV Saigh (1878-1967) zijn voet geplaatst hebben op het hoofd van de patriarch met de woorden: “Gregorius, je hebt een harde kop”.
Nadat Pius IX op 6 maart 1870 toestemming had gegeven om de voorgenomen constitutie Pastor Aeternus uit te breiden met het hoofdstuk “Romanum Pontificem in rebus fidei et morum definiendis errare non posse” (vertaling: De paus van Rome kan niet dwalen wanneer hij zaken aangaande het geloof en de moraal definieert) vond op 18 juli de definitieve stemming plaats: 433 aanwezigen stemden voor, 2 tegen. Opgemerkt moet daarbij worden dat een groot aantal bisschoppen het concilie reeds hadden verlaten, enerzijds door het uitbreken van de oorlog tussen Frankrijk en Duitsland, anderzijds omdat een aantal onder hen de timing voor het uitspreken van het dogma niet gepast vonden.
Ondanks de kritiek waren de uitspraken van het concilie voor slechts weinig katholieken aanleiding om met de Kerk te breken. In Frankrijk was er Hyacinthe Loyson en in Duitsland de historicus Ignaz von Döllinger, die aan de basis stond van de eind 19e eeuw opgerichte Oudkatholieke Kerk in de Duitstalige landen.. De afkondiging van het dogma had wel grote invloed op de protestantse beeldvorming inzake de Katholieke Kerk. In 1871 zou onder meer het onfeilbaarheidsprincipe door rijkskanselier Otto von Bismarck aangegrepen worden om de strijd tegen de Katholieke Kerk aan te gaan: Bismarck vreesde voor een groeiende macht van katholieken, gesteund door Frankrijk en Oostenrijk, waardoor de dominante positie van het protestantse Pruisen onder druk zou komen te staan. Deze strijd zou in de geschiedenis bekend worden onder de term Kulturkampf (1871-1878). Ook in Zwitserland splitsten katholieken zich af en de Oostenrijkse regering zegde het in 1855 afgesloten concordaat met het Vaticaan op wegens “veranderende omstandigheden”.
Over de vraag waarom Pius IX de pauselijke onfeilbaarheid wilde laten vastleggen, bestaan verschillende theorieën. Dat dit zou zijn voortgekomen uit een poging om de verloren gegane wereldlijke macht (het verlies van de Kerkelijke Staat) te compenseren door een uitbreiding van zijn geestelijke autoriteit wordt onwaarschijnlijk geacht, omdat met name Pius ervan uitging dat zijn machtspositie zou worden hersteld. Met het bijeenroepen van het concilie en het afkondigen van de onfeilbaarheid wilde Pius juist aantonen hoe belangrijk de wereldlijke macht was voor de paus in de uitvoering van zijn roeping. Ook door zijn optreden en de wijze waarop de uiteindelijke goedkeuring van het dogma tot stand kwam – goedkeuring ging uit van het meerderheidsprincipe in plaats van acclamatie, dat wil zeggen algehele toestemming – zou Pius IX een sterk persoonlijk stempel gedrukt hebben op de totstandkoming.
Op 1 september 1870 verdaagde Pius IX het concilie naar 11 november 1870. Omdat op 20 september de stad Rome door het koninkrijk Italië werd ingenomen en uitgeroepen tot hoofdstad, besloot Pius op 20 oktober 1870 het concilie voor onbepaalde tijd te verdagen. Daarmee ging hij voorbij aan de toezegging van de Italiaanse regering dat voortzetting van het concilie gewoon door kon gaan. Ook op een voorstel van de Engelse aartsbisschop Spalding om het concilie naar Mechelen te verplaatsen, kon men gezien de omstandigheden niet ingaan.
Met het decreet Quemadmodum Deus van 8 december 1870 willigde Pius een van de aanbevelingen in van de deelnemers aan het concilie: het uitroepen van Jozef van Nazareth, volgens de Kerk de voedstervader van Jezus, als patroon van de Kerk. Verschillende andere onderwerpen zouden door latere pausen alsnog opgepakt worden waaronder:
- Optreden tegen sektarische genootschappen (paus Leo XIII in 1884)
- De herziening van het kerkelijk wetboek (paus Pius X in 1917)
- Het dogma van Maria-Tenhemelopneming (paus Pius XII in 1950)

#### Jodendom
Met de verkiezing van Pius IX leefde bij de Joden binnen Rome de hoop dat de nieuwe paus in de voetsporen zou treden van zijn naamgenoot paus Pius VII (1800-1823), en een einde zou maken aan de beperkende en vaak vernederende omstandigheden waaronder de Joden in het getto van Rome moesten leven. Niet alleen was er sprake van overbevolking binnen het getto, maar ook ontbrak het de inwoners aan gedegen opleidingen, medische zorg en bewegingsvrijheid buiten de muren van het getto.
Tijdens hun eerste ontmoeting met de paus op 13 september 1846 vroegen de Joodse leiders aandacht voor de misstanden en riepen zij Pius op om gebruiken als het verplicht bijwonen van preken door Joden af te schaffen. Pius bleek al snel bereid enige concessies te doen, mede onder druk van de Joodse bankiersfamilie Rothschild, die aan het Vaticaan de benodigde leningen verschafte waarmee het investeringen en buitenlandse bescherming kon betalen. Zo werd besloten dat het voor sommige Joodse families toegestaan was buiten het getto te gaan wonen, wat overigens ook noodzakelijk was geworden door de overstromingen van de Tiber waardoor een deel van het getto onbewoonbaar werd. Een verdere emancipatie van Joden was echter voor Pius IX op religieuze gronden ondenkbaar, hoewel zij zelf overtuigd waren dat deze zienswijze op korte termijn zou veranderen.
Hadden de Joden in de periode van verbanning in Gaeta van Pius IX hun volledige vrijheid gekregen, bij zijn terugkeer in 1850 werd dit geheel teruggedraaid en werden ze opnieuw veroordeeld om te leven in het getto. Pius’ pogingen om de Joden weer op “hun plaats” te wijzen, beperkten zich niet tot het gebied van de Kerkelijke Staat. Hij slaagde er zelfs in om binnen het groothertogdom Toscane en het hertogdom Modena alle beperkingen weer van kracht te laten worden.

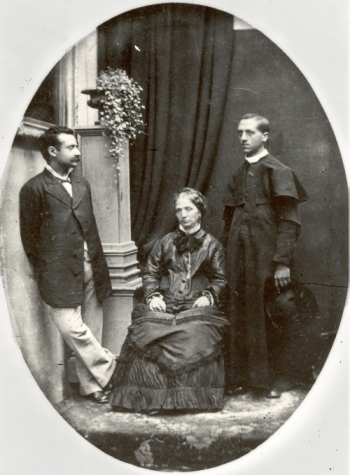
Edgardo Mortara (rechts) naast zijn moeder

Met de zaak-Edgardo Mortara werd in 1858 een dieptepunt in de relatie tussen de Katholieke Kerk en het jodendom bereikt: Edgardo zou als zuigeling door een katholieke dienstbode in het geheim zijn gedoopt, omdat zij vreesde voor het leven van de jongen. Zes jaar later (in 1858) biechtte zij dit voorval op en via een vertegenwoordiger van de inquisitie werd het Vaticaan op de hoogte gebracht. Op bevel van Pius werd besloten om de jongen aan de ouderlijke macht te onttrekken, omdat het volgens het canoniek recht niet toegestaan was een katholiek te laten opvoeden door ongelovigen (lees: niet-katholieken). De jongen werd overgebracht naar Rome en ondergebracht in het Huis van de Catechumenen. Later zou Edgardo tot priester gewijd worden.
De Mortarazaak trok veel aandacht binnen de Italiaanse gebieden, maar ook daarbuiten. Voor de Italiaanse revolutionairen was dit voorval het zoveelste bewijs dat het bestuur van de Kerkelijke Staat niet meer van deze tijd was. Met name uit Franse kringen bereikten vele protesten het pauselijke hof, maar die werden afgedaan als niet-relevant, daar de paus in overeenstemming met het religieus gedachtegoed gehandeld zou hebben. Tevens trachtte het Vaticaan de kwestie in een internationaal, katholiek persoffensief goed te praten door erop te wijzen dat het de wens van de zesjarige Edgardo zelf was geweest om binnen de katholieke gemeenschap te blijven.
Ook Pius zelf liet zich verscheidene malen uit over de Mortarazaak. Zo zou hij zijn Franse nuntius, de latere kardinaal Carlo Sacconi, verweten hebben het standpunt van het Vaticaan niet goed verwoord te hebben bij de Franse regering, bruuskeerde hij de ouders van Edgardo door ze ervan te beschuldigen de hele affaire te hebben opgeblazen en adviseerde hij hen zelfs om zich ook te bekeren tot het katholieke geloof om zo weer hun zoon in het gezin te kunnen opnemen.
Na de inname van het grootste gedeelte van de Kerkelijke Staat verhardde Pius zijn standpunt jegens de Joden. Samen met de geheimzinnige sekten waren zij degenen die “troepen verzamelden tegen de Kerk van Christus”. Om het in zijn ogen verderfelijke karakter van de Joodse godsdienst te onderstrepen erkende Pius IX in 1867 per decreet de officiële status van de verering van Lorenzino van Marostica, een vijfjarige martelaar uit de 15e eeuw die door toedoen van Joden aan een boom zou zijn genageld, waarna ze hem zijn bloed hadden afgetapt. Het boek “De jood: judaïsme en de judaïsering van christenvolken” van de Franse schrijver Roger Gougenot des Mousseaux werd door Pius IX geprezen. In het boek werd de beschuldiging van rituele moorden door Joden opnieuw bevestigd. Uit handen van de paus ontving de schrijver voor zijn boek het kruis van commandeur in de Pauselijke Orde.
Tijdens de laatste jaren van zijn leven overheerste bij Pius IX meer en meer de gedachte dat de Joden aangezet hadden tot de revolutie binnen Italië met als enig doel de omverwerping van de Katholieke Kerk. Bij een audiëntie in augustus 1871 zei hij:
De Joden waren eens kinderen in het Huis van God geweest, maar dankzij hun hardnekkigheid en weigering om te geloven waren het honden geworden. Vandaag de dag hebben we in Rome jammer genoeg te veel van deze honden en we horen ze in alle straten blaffen, terwijl ze overal om zich heen mensen molesteren.

### Herstel en herziening kerkelijke hiërarchie
Met diverse landen sloot Pius IX concordaten of overeenkomsten af. Zo bijvoorbeeld met Rusland (1847), Spanje (1851), Oostenrijk (1855), Portugal (1857) en diverse Zuid-Amerikaanse staten: Costa Rica (1852), Guatemala (1852), Haïti (1860), Nicaragua (1861), El Salvador (1862), Honduras (1862), Venezuela (1862) en Ecuador (1862).

#### Engeland en Wales (1850)

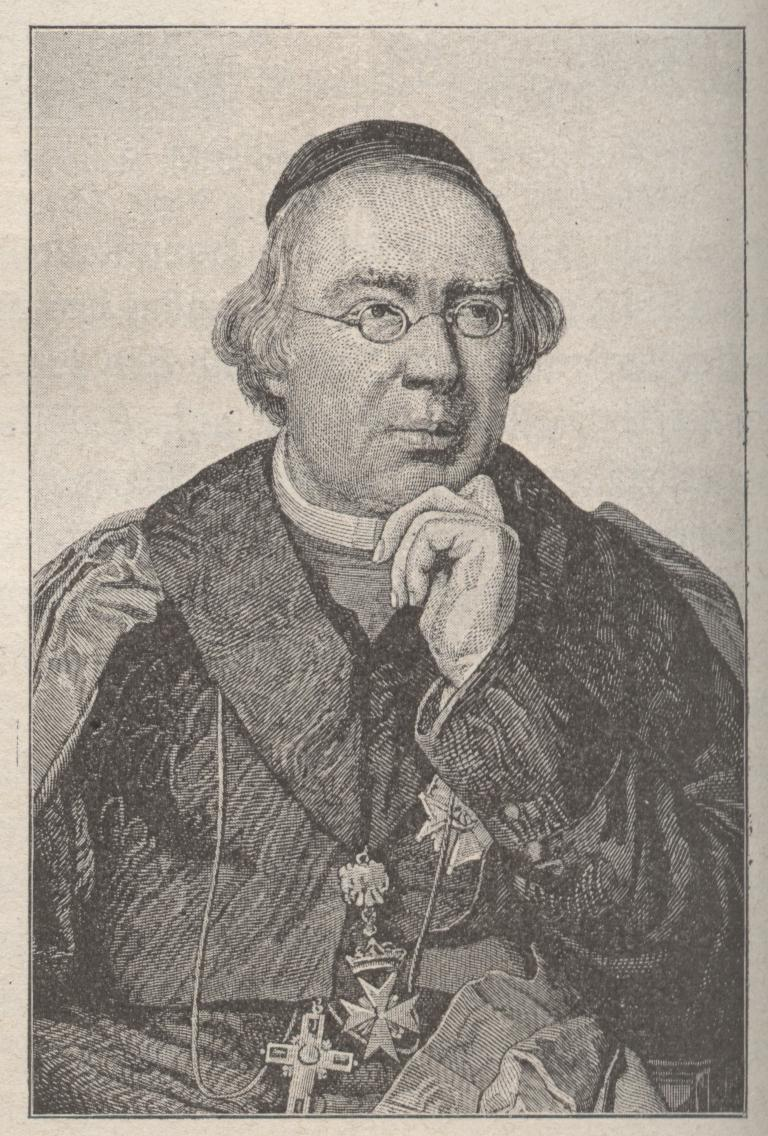
Nicholas kardinaal Wiseman

Met de dood van de laatste katholieke bisschop uit het tijdperk van koningin Maria I van Engeland (1553-1558) was een einde gekomen aan een katholieke hiërarchische structuur binnen Engeland en Wales. De daarop volgende eeuwen gold een verbod op het belijden van het katholieke geloof. Hiermee waren Engeland en Wales in de ogen van de Kerk tot een missiegebied geworden.
Tijdens de jaren 30 van de 19e eeuw groeide de roep onder katholieken om weer verbonden te worden met de Moederkerk in Rome, wat voornamelijk voortkwam vanuit de bevolking van Ierland, het land dat sinds 1801 officieel opgenomen was binnen het koninkrijk Groot-Brittannië. Door de verkiezing van de Ierse, katholieke vertegenwoordiger Daniel O’Connell als lid van het Britse parlement werd de Britse regering gedwongen de wetgeving aan te passen, daar de toen geldende wet deelname van katholieken aan het parlement verbood. Hieruit kwam de Catholic Relief Act (1829) voort.
De opheffing van beperkingen ten aanzien van de katholieken bracht paus Gregorius XVI ertoe om voor het nieuwe Verenigd Koninkrijk van Groot-Brittannië en Ierland meer apostolische vicarissen aan te stellen, waarmee een aanzet tot hernieuwing van de katholieke hiërarchie werd gerealiseerd.
Met de bul Universalis Ecclesiae van 29 september 1850 werd door Pius IX de katholieke hiërarchie binnen Engeland en Wales hersteld. De beide landen werden ingericht als één kerkprovincie, waarbij het heropgerichte Londense aartsbisdom Westminster werd aangewezen als metropolitaan aartsbisdom, waaraan twaalf suffragane bisdommen verbonden werden. Als eerste metropoliet werd Nicholas Wiseman benoemd die op 30 september 1850 tevens tot kardinaal werd gecreëerd.
De herinvoering van de katholieke hiërarchie leidde tot woede onder Engelse radicalen, die hiertoe aangespoord waren door premier Lord John Russell en The Times. Verzoeken werden ingediend bij het parlement, maar ook bij koningin Victoria, om te voorkomen dat nieuwe bisschoppen hun bisdom konden innemen. De premier, Lord John Russell, gaf aan dit protest gehoor door in een felle brief aan de bisschop van Durham zijn ongenoegen te uiten over de nieuwe situatie. In zijn schrijven omschreef hij de hiërarchie als een inbreuk op de suprematie van de Engelse vorstin, die immers gold als hoofd van de (Anglicaanse) Kerk, en voorzag hij een inbreuk op de spirituele vrijheid van de natie. Met een in 1851 opgestelde wet, de Ecclesiastical Titles Bill, wilde Russell bewerkstelligen dat de nieuw opgerichte bisdommen als illegaal werden beschouwd en het derhalve voor aangestelde katholieke bisschoppen niet toegestaan was hun titel te gebruiken op straffe van boetes.
Hoewel de wet, die aansloot bij de gevoelens die leefden onder de Engelsen, werd aangenomen door het parlement, werd de uitvoering ervan nooit gerealiseerd. Met name door een oproep van kardinaal Wiseman, waarbij hij zijn landgenoten wees op “hun gezond verstand en eerlijke hart, die kenmerkend waren voor de aard van een Engelsman” werden de gemoederen bedaard en kon de opbouw van de Katholieke Kerk in Engeland en Wales gewoon doorgang vinden.

#### Nederland (1853)

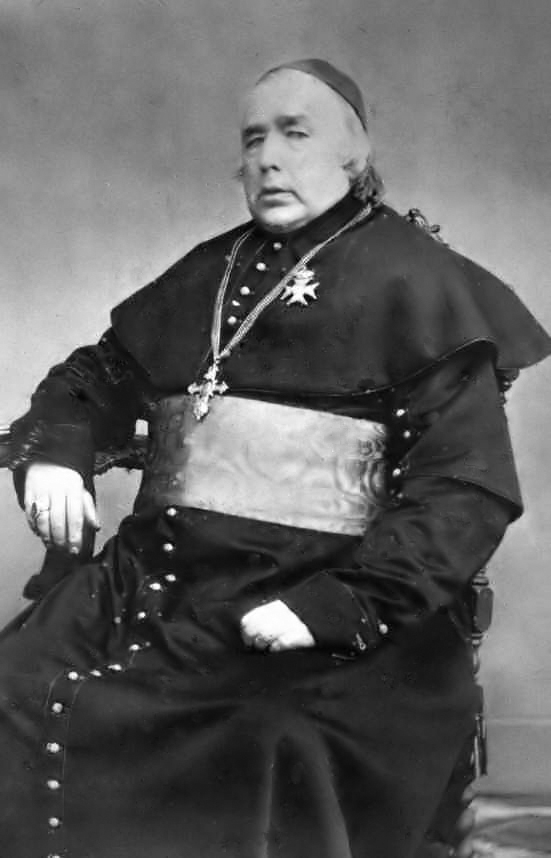
Aartsbisschop Joannes Zwijsen

Sinds de Tachtigjarige Oorlog (1568-1648) was de uitoefening van de katholieke godsdienst danig beperkt. Hoewel in de Unie van Utrecht, een overeenkomst gesloten in 1579, bepaald was dat er sprake zou zijn van vrijheid van religie, werd dit in de praktijk ingeperkt tot gewetensvrijheid en was het katholieken verboden in het openbaar uiting te geven aan hun geloof. Een totaalverbod op processies en de inname van kerkgebouwen leidden ertoe dat de katholieke gemeenschap aangewezen werd op samenkomsten in zogenaamde schuilkerken. Deze laatste werden door de overheid gedoogd op voorwaarde dat zij daarvoor zogenaamde recognitiegelden betaalden. Deze omwenteling ten aanzien van het katholicisme bracht de Heilige Stoel ertoe de Noordelijke Nederlanden uit te roepen tot missiegebied, de Missio Hollandica (in het Nederlands doorgaans Hollandse Zending genoemd), aangestuurd door een apostolisch vicaris, die rechtstreeks verantwoording aflegde aan de Congregatie ter Voortplanting van het Geloof te Rome. Vanaf 1727 waren de Nederlanden verdeeld in zeven aartspriesterschappen, bestuurd door pauselijke gezanten die zetelden in Brussel.
Dankzij de oprichting van de Bataafse Republiek (1795-1805) verbeterde de positie van de katholieke kerk echter. Door de afkondiging van de scheiding van kerk en staat in 1796 verloor de protestantse kerk haar bevoorrechte positie, wat de weg vrij maakte voor de katholieken om hun eigen geloofsuitoefening opnieuw op te pakken.
Toch bleef de positie van de kerk wankel, mede door de wijze waarop koning Willem I zich tegen het katholicisme keerde. Hoewel de koning in 1827 een concordaat met de paus afsloot, waarin onder meer de oprichting van de bisdommen Haarlem en 's-Hertogenbosch bepaald werd, zou deze overeenkomst nooit bekrachtigd worden.
Onder zijn opvolger, Willem II, werden de maatregelen die waren gericht tegen de katholieken versoepeld. Onder meer door zijn vriendschap met Joannes Zwijsen – die in 1853 benoemd zou worden tot aartsbisschop van Utrecht – stond de koning een snelle ratificatie van het concordaat met Rome voor, wat echter binnen Nederland leidde tot sterk antipapisme. De invoering van de nieuwe grondwet in 1848 maakte echter de weg vrij voor een hernieuwing van de katholieke hiërarchie binnen Nederland, doordat in die grondwet was vastgelegd dat de staat zich zou onthouden van elke bemoeienis met de inrichting van kerkgenootschappen.
Op 9 december 1851 werd door de pauselijke internuntius Carlo Belgrado aan de regering in Nederland medegedeeld dat paus Pius IX het plan op had gevat om de bisschoppelijke hiërarchie opnieuw in te voeren. Op 4 maart 1853 volgde de bul Ex Qua Die, waarmee Pius IX officieel de Nederlandse kerkprovincie oprichtte. Hoofdzetel werd Utrecht onder leiding van een aartsbisschop, waaraan gelieerd werden de suffragane bisdommen van Amsterdam, Breda, Roermond en ’s-Hertogenbosch.
Het verzet binnen Nederland tegen de oprichting van de bisdommen was groot, onder andere doordat Pius IX zich in zijn bul zeer negatief uitliet over het calvinisme, dat “groot nadeel en hoe vele verliezen ... aan die zoo bloeiende Kerken heeft toegebracht”. De uitspraak van de paus dat hij hoopte dat de katholieke godsdienst weer in kracht en omvang zou toenemen leidde tot dramatische aantijgingen van protestanten, die vreesden voor de herinvoering van de inquisitie en meenden dat “de Tachtigjarige Oorlog om niets was gestreden.” Zij verenigden zich in de Aprilbeweging en organiseerden een petitie, die zij aanboden aan koning Willem III. Hierin riepen zij de vorst op om op te treden tegen de nieuwe situatie. Willem III, die sympathiseerde met de Aprilbeweging, negeerde het verzoek van zijn regering onder leiding van Thorbecke om openlijk afstand te nemen van het protest, wat uiteindelijk leidde tot de val van de regering.
Ondanks het verzet zou de invoering van de hiërarchie binnen Nederland gewoon doorgang vinden.

#### Verenigde Staten van Amerika

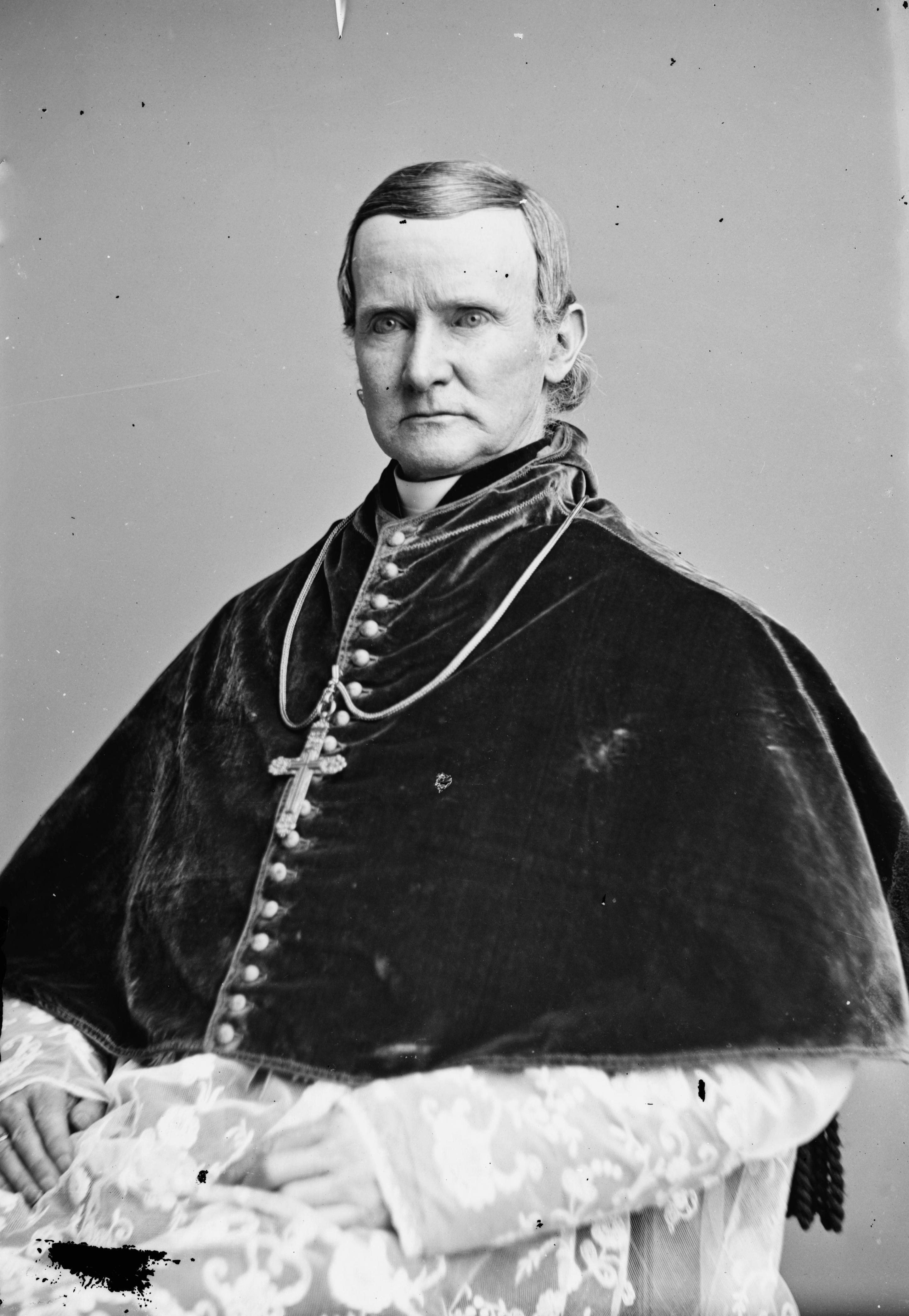
John kardinaal McCloskey

De toename van het aantal katholieken in de Verenigde Staten, die vooral het gevolg was van de immigratie uit Ierland en Italië, deed Pius IX besluiten het aantal bisdommen binnen het land uit te breiden. Verschillende bestaande bisdommen werden tevens verheven tot aartsbisdom, waaronder die van Boston, San Francisco en New York. In 1875 werd de aartsbisschop van New York, John McCloskey, de eerste kardinaal uit de Verenigde Staten.
Om de verspreiding van het katholieke geloof in de Verenigde Staten te bevorderen riep Pius IX de bisschoppen op bisschopssynodes bijeen te roepen en liet hij in Rome het Pauselijk Noord-Amerikaans College oprichten, een opleidingsinstituut voor toekomstige Amerikaanse priesters.
Op 7 april 1848 was de Amerikaanse regering diplomatieke betrekkingen aangegaan met het Vaticaan. Tot een uitwisseling van ambassadeur/nuntius kwam het echter niet, omdat een katholiek priester als nuntius niet werd geaccepteerd. Onder binnenlandse druk, die voortkwam uit de sympathieën voor de eenwording van Italië en afschaffing van de pauselijke, wereldlijke macht, kwam in 1867 een einde aan deze betrekkingen. Het zou tot 1939 duren vooraleer er weer sprake was van diplomatieke betrekkingen, zij het op persoonlijke titel van de Amerikaanse president Franklin Delano Roosevelt, voortkomend uit het bezoek dat Eugenio Pacelli – de latere paus Pius XII – bracht aan de Verenigde Staten.
Spraakmakend werd de positie die Pius IX innam tijdens de Amerikaanse Burgeroorlog. Hierover werd geschreven in het boek Fifty Years in the Church of Rome van de Canadese ex-priester Charles Chiniquy. Pius zou namens de Kerkelijke Staat als enig land ter wereld de claim van Jefferson Davis op het presidentschap van de Geconfedereerde Staten van Amerika (de zuidelijke staten) erkend hebben, zoals opgetekend in een brief aan Davis op 3 december 1863. Tijdens de gevangenschap van Davis in Fort Monroe stuurde Pius IX hem twee opmerkelijke geschenken: een foto van hemzelf en een doornenkroon die volgens de overlevering door Pius zelf in elkaar gevlochten was. Beide giften bevinden zich momenteel in de Confederate Memorial Hall in de Amerikaanse stad New Orleans.
Pius’ actie zou zijn voortgekomen uit het verlangen het Amerikaanse vrijheidsideaal te beteugelen. Deze houding van de paus zou ertoe geleid hebben dat vele katholieken in dienst van de legers van de noordelijke staten deserteerden. Chiniquy ging zelfs zover dat hij het Vaticaan ervan beschuldigde de moord op president Abraham Lincoln beraamd te hebben via de tussenkomst van Jezuïeten.

### Zalig- en heiligverklaringen
Gedurende zijn pontificaat verklaarde Pius IX in totaal 329 personen zalig, onder wie de Nederlandse Jezuïet Petrus Canisius, de Vlaamse Jezuïet Jan Berchmans en twee van Pius’ voorgangers: de pausen Urbanus V en Eugenius III.
In totaal werden 63 personen heilig verklaard, bijna evenveel als tijdens de 17e en 18e eeuw samen. Onder hen de uit Spanje afkomstige inquisiteur Pedro de Arbués, de Pool Josafat Kuncewycz, de eerste door de Katholieke Kerk erkende heilige van de oosterse ritus, en de 19 Martelaren van Gorcum. Deze in 1572 door de Watergeuzen vermoorde groep Franciscanen werd op voorspraak van hun orde en op initiatief van Pius IX zelf verheven tot het altaar. De Nederlandse bisschoppen zelf zouden niet zo happig geweest zijn op deze heiligverklaring, omdat zij vreesden de protestanten voor het hoofd te stoten.

### Technische vernieuwing en restauratie van beschadigde kerken

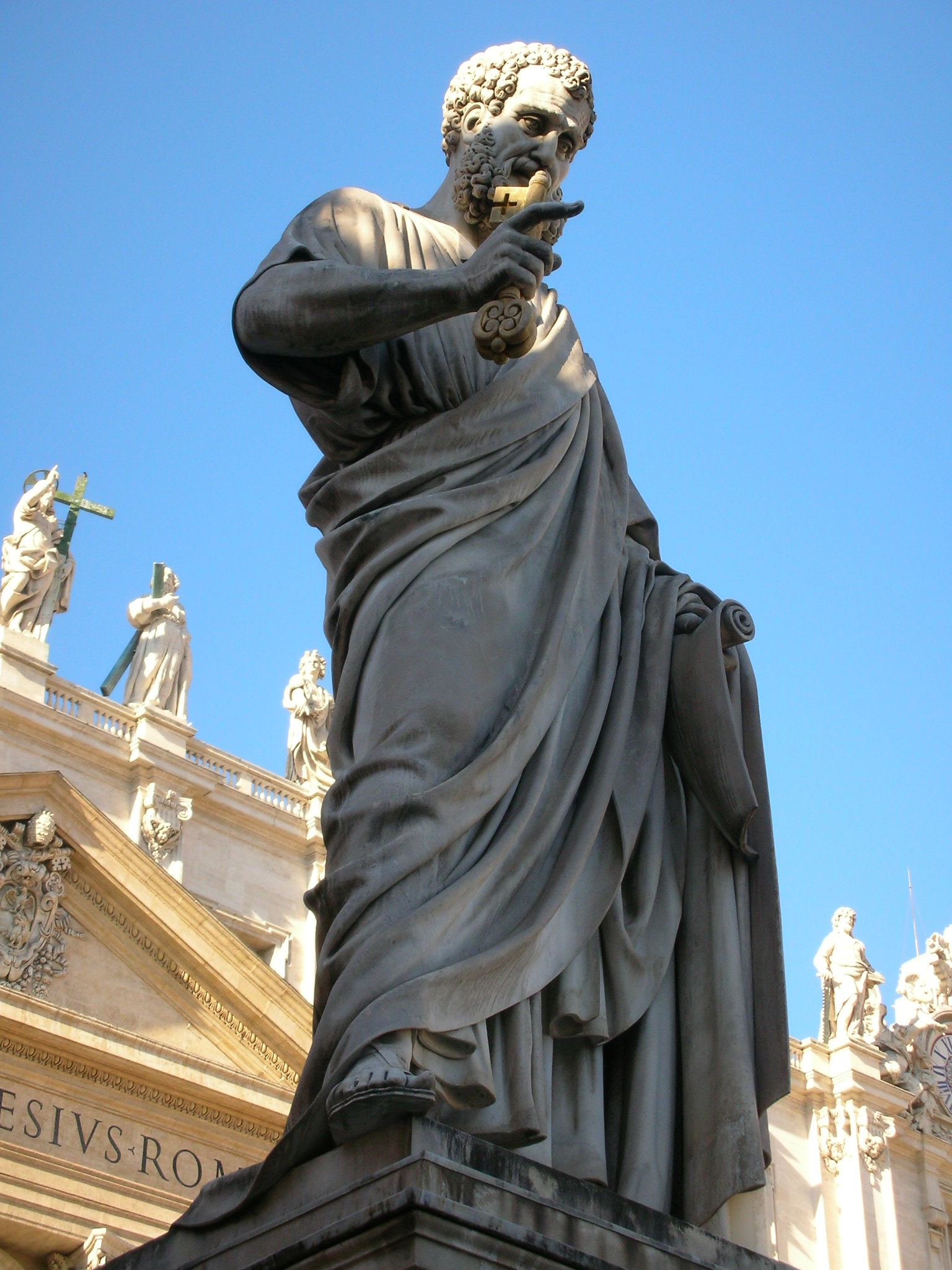
Standbeeld van Petrus bij de Sint-Pietersbasiliek in Vaticaanstad

Pius IX toonde een grote belangstelling voor de vernieuwingen op het gebied van de technologie. Zo gaf hij in 1856 opdracht tot verdere uitbreiding van het spoorwegnet binnen de Kerkelijke Staat. Op de plaats van het huidige Romeinse treinstation Roma Termini werd het eerste station binnen Rome gebouwd. In 1859 werd de eerste treinverbinding gerealiseerd tussen Rome en Civitavecchia officieel geopend door Pius IX zelf.
Door de verschillende revoluties en belegeringen van de stad Rome waren vele (kerkelijke) gebouwen en verkeersverbindingen zwaar beschadigd. Pius IX gaf daarom de opdracht deze vernielingen te herstellen, hoewel het de Kerkelijke Staat ontbrak aan de benodigde gelden. Door dit geldgebrek werd bij de restauratie van veelal kerken gezocht naar alternatieven, wat resulteerde in het met marmermotieven beschilderen van kerkinterieurs waarmee de toepassing van echt marmer werd gesuggereerd.
Voor het Sint-Pietersplein gaf Pius IX in 1847 de opdracht de daar aanwezige standbeelden van de apostelen Petrus en Paulus te vervangen door nieuwe. Deze nieuwe beelden waren in opdracht van paus Gregorius XVI gemaakt en oorspronkelijk bedoeld voor de basiliek Sint-Paulus buiten de Muren. De beelden (beide meer dan 10 meter hoog – inclusief piëdestal) waren door hun grootte volgens Pius meer in lijn met de grootte van “de tempel van Petrus [=Sint-Pietersbasiliek], prins der apostelen”, zoals aangegeven in een inscriptie op het voetstuk van de beelden.

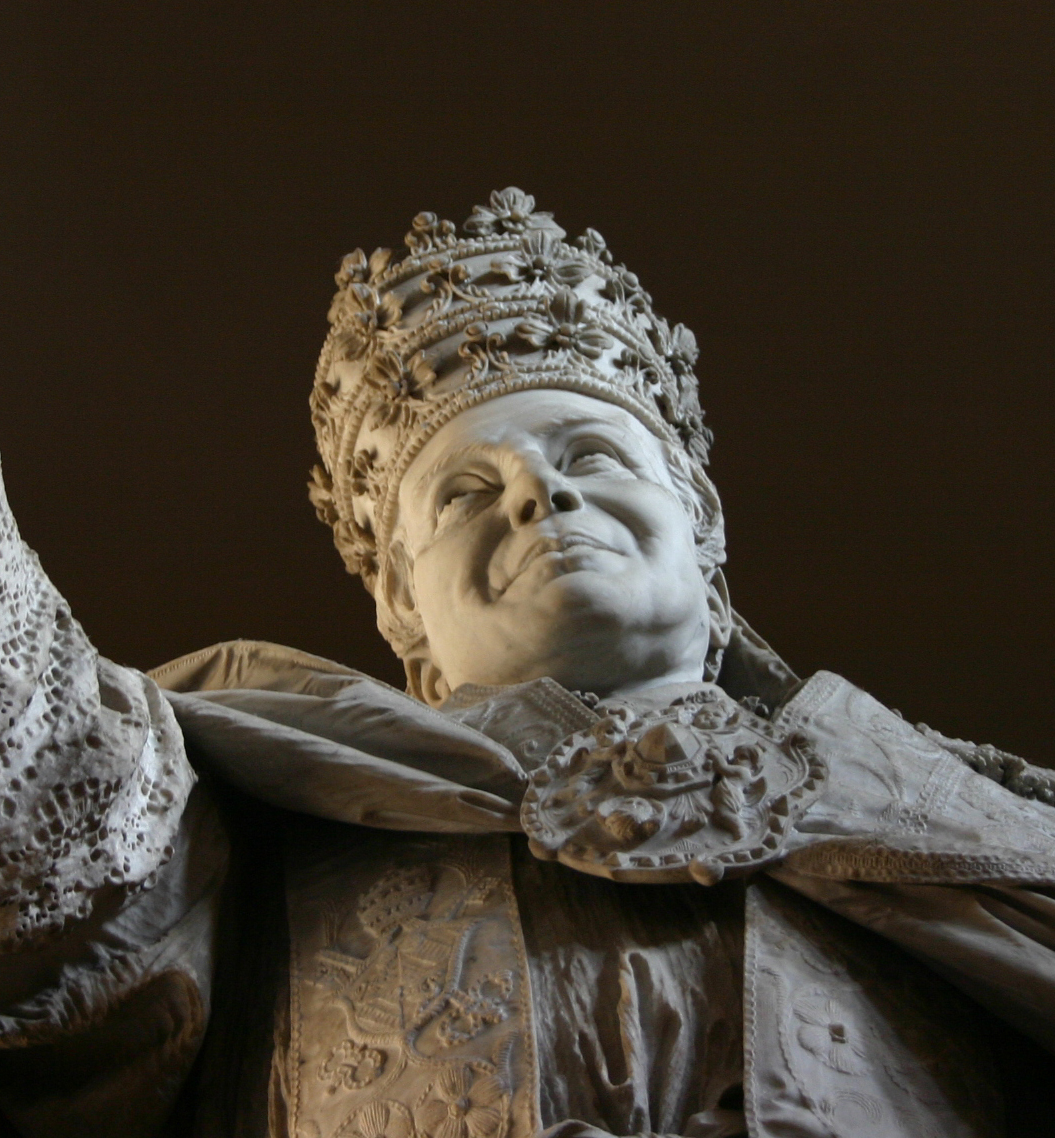
Standbeeld van Pius IX te Milaan

Andere monumenten opgericht in opdracht van Pius IX naast de eerder genoemde Colonna dell'Immacolata zijn:
- Een standbeeld ter ere van de martelaar Laurentius van Rome en geplaatst op een zuil voor de basiliek Sint-Laurens buiten de Muren;
- Een standbeeld van Petrus, die een zwaard overhandigt aan een middeleeuws ridder. Met dit beeld werd de overwinning van de (Franse) pauselijke troepen op de soldaten van Garibaldi in de Slag bij Mentana in 1867 herdacht. Het beeld bevindt zich momenteel op de begraafplaats Campo Verano te Rome;
- Een standbeeld van Petrus, een kolossaal beeld ter herdenking van het Vaticaans Concilie. Het beeld zou oorspronkelijk geplaatst worden vóór de Romeinse kerk San Pietro in Montorio, maar door de annexatie van de stad Rome in 1870 werd het uiteindelijk geplaatst in de Vaticaanse tuinen.

Ter ere van Pius IX zelf werden tijdens en na zijn leven diverse monumenten opgericht. In 1871 werd ter viering van zijn 25-jarig pontificaat binnen de Sint-Pietersbasiliek een baldakijn geplaatst over het genadebeeld van Petrus waarboven een afbeelding van Pius IX werd aangebracht. Hiermee werd symbolisch aangegeven dat Pius IX de ambtstermijn van de eerste paus, Petrus, overschreden had.
In opdracht van Pius’ opvolger, Leo XIII, werd binnen de Bethlehemcrypte van de basiliek Santa Maria Maggiore een standbeeld van Pius geplaatst dat de paus toont in aanbidding voor het in de crypte aanwezige relikwie. Het zou hierbij gaan om stukken hout van de kribbe van Jezus.
Andere standbeelden ter ere van Pius bevinden zich onder andere in de Sant’Ambrogiokerk te Milaan, in de Portugese plaats Penha en in Oudenbosch.

## Overlijden

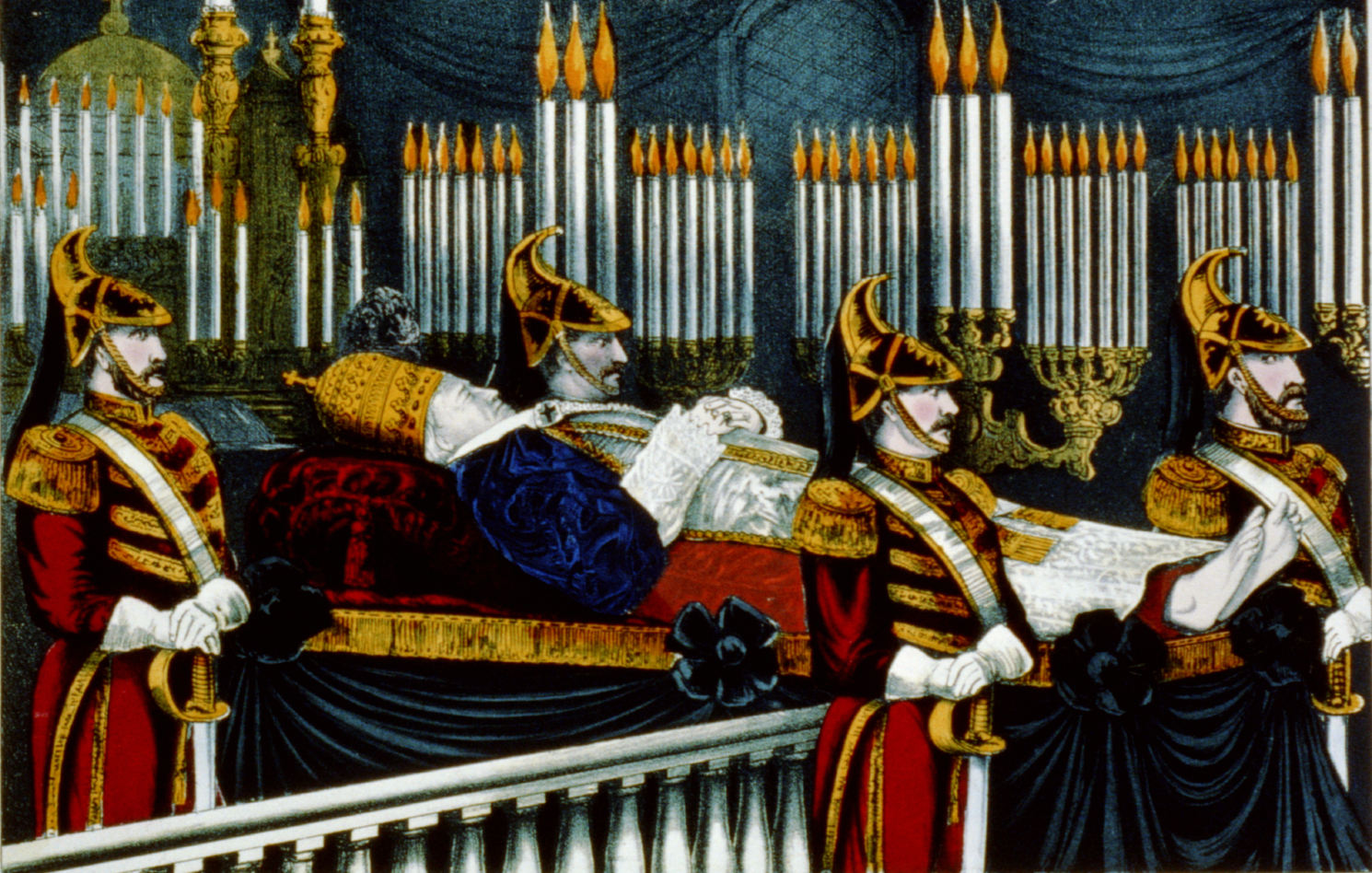
Het lichaam van Pius IX opgebaard in de Sint-Pietersbasiliek. Het betreft hier een artistieke impressie, waarbij de overleden paus blootsvoets en getooid met een tiara wordt afgebeeld. Een ooggetuigenverslag beschrijft echter dat de paus opgebaard was met een mijter en rode, zijden schoenen droeg.

In 1877 werd het 50-jarig bisschopsjubileum van Pius IX gevierd. Kort na de viering besloot Pius op verzoek van de Concilievaders de heilige Franciscus van Sales uit te roepen tot kerkleraar, wat bevestigd werd in de apostolische brief Dives in misericordia Deus van 16 november 1877. Tevens werd van Sales uitgeroepen tot beschermheilige van de katholieke pers.
Tijdens een van zijn laatste publieke audiënties voor een groep pelgrims gaf Pius IX opnieuw zijn visie duidelijk weer over het verlies van de Kerkelijke Staat: “U bent hier gekomen om de graftombe van de heilige Petrus te bezoeken en de gevangenis van zijn opvolger die in de stad Rome woont, de hoofdstad en het centrum van het katholicisme, maar nu omgevormd tot de hoofdstad van de chaos.”
Hoewel Pius zelf kampte met zijn gezondheid, probeerde hij toch begin januari 1878 een verzoeningspoging te bewerkstelligen met Victor Emmanuel, die stervende was. Pius’ toenadering via monseigneur Francesco Marinelli werd echter door het hof geweigerd en op 9 januari overleed de koning.
Op 5 februari 1878 kreeg Pius een bronchitisaanval, gevolgd door zware koorts. Op 6 februari werd duidelijk dat de ziekte voor de 85-jarige paus onomkeerbaar was, en in de vroege ochtend van 7 februari werden hem de laatste sacramenten toegediend. Hij overleed diezelfde dag nog na een pontificaat van 31 jaar en 236 dagen. Met zijn dood kwam een einde aan het op één na langste pontificaat in de geschiedenis.
Op 13 februari 1878 vond zijn begrafenis plaats in de Sint-Pietersbasiliek, waarbij Pius’ lichaam tijdelijk werd bijgezet in een sarcofaag binnen de basiliek. In zijn testament uit maart 1875, gepubliceerd in de Populo Romano op 26 mei 1878, had Pius echter aangegeven dat hij begraven wilde worden in de basiliek Sint-Laurens buiten de Muren. Op 13 juli 1881 werd tegen de nacht het lichaam overgebracht naar de laatste rustplaats. De keuze voor het late uur kwam voort uit de vrees voor eventuele rellen. Toch kon Gravina, prefect van Rome, niet voorkomen dat de begrafenisstoet door een bende antikatholieke Nationalisten werd bestookt met modder en er werd zelfs geprobeerd om het lichaam van de overleden paus in de Tiber te gooien.
Tijdens het conclaaf volgend op de dood van Pius IX werd na drie stemrondes gekozen voor kardinaal Gioacchino Pecci, die de naam Leo XIII aannam. Pecci was ruim dertig jaar aartsbisschop van Perugia geweest, tot hij in 1877 tot camerlengo van de paus werd benoemd.
Op initiatief van onder meer graaf Giovanni Acquaderni (een van de oprichters van de Katholieke Actie) en conform het testament van Pius IX, werd een grafmonument geplaatst. Het opschrift verwijst naar zijn pontificaat van 31 jaar, 7 maanden en 22 dagen.
Bij Pius’ zaligverklaring in 2000 werd het lichaam, dat dankzij balseming nog goed intact was, in een reliekschrijn in de kerk geplaatst.

## Zaligverklaring en visies op pontificaat

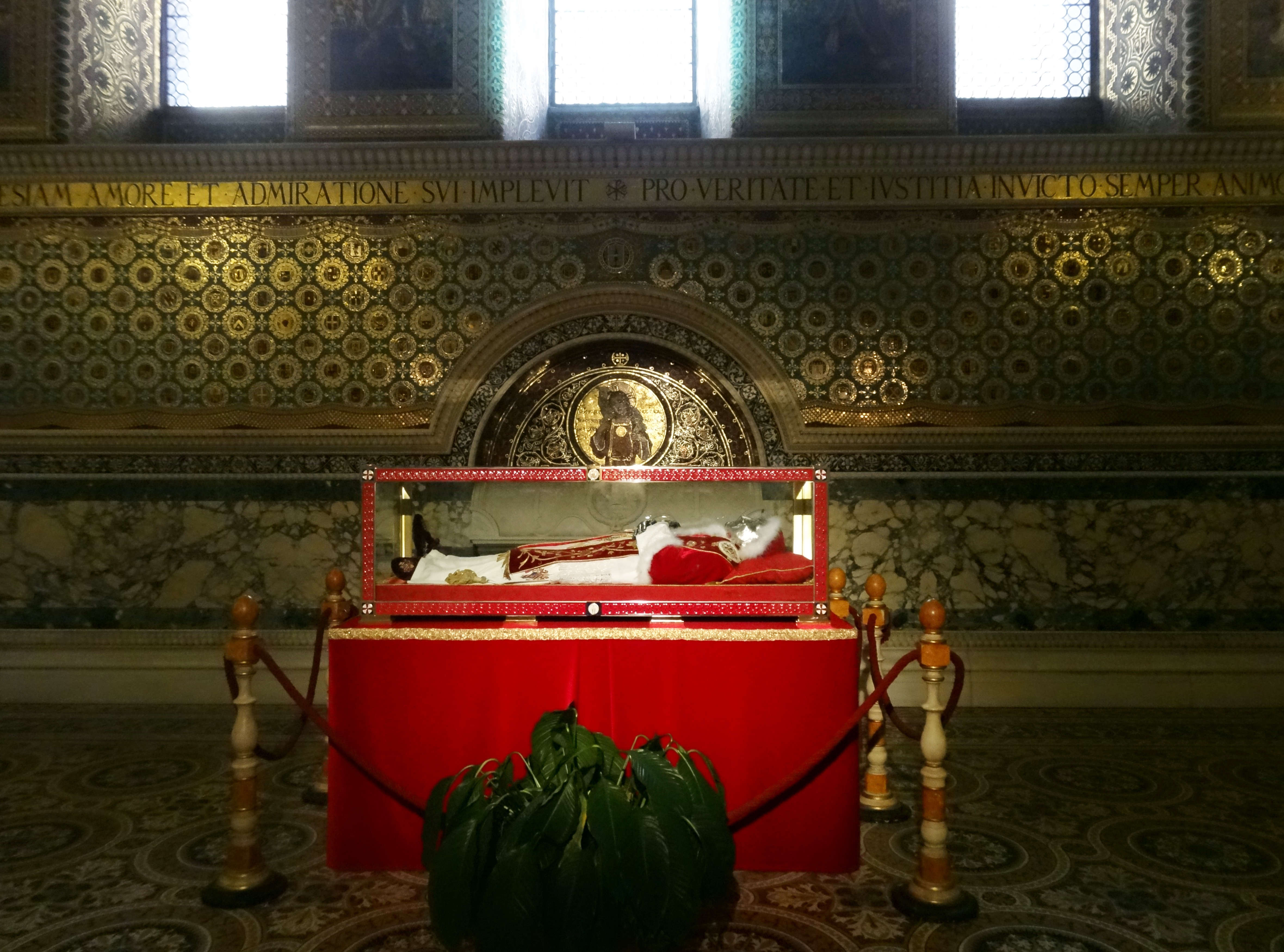
Reliekschrijn met het lichaam van de zalige paus Pius IX in Sint-Laurens buiten de Muren: hier zijn ook de rode zijden schoenen te zien die de paus droeg toen hij werd opgebaard

Het onderzoek voor het proces tot zaligverklaring van Pius IX werd door paus Pius X op 11 februari 1907 gestart. Hoewel het Vaticaan het proces op korte termijn wilde afronden, stuitte het voornemen op veel weerstand. In 1962 werd tegen de zin in van paus Johannes XXIII opnieuw besloten de zaligverklaring uit te stellen omdat verder historisch onderzoek naar Pius’ leven en optreden noodzakelijk zou zijn. Johannes was van mening dat Pius IX een 'bewonderenswaardige herder' was geweest, wiens zaligverklaring een symbool zou zijn voor de doelstellingen van het Tweede Vaticaanse Concilie.
Ook Paulus VI was duidelijk over de voorgenomen zaligverklaring. In een toespraak ter gelegenheid van de honderdste sterfdag van Pius IX prees hij zijn voorganger en beschreef hij de nieuwe dogma’s die voortgekomen waren uit het Eerste Vaticaanse Concilie als “vuurbakens in de duizendjarige ontwikkeling van de theologie.” Dat er omtrent de persoon Pius IX nog steeds sprake was van verschil in mening kwam in de ogen van Paulus VI voort uit de nog korte tijd die verstreken was tussen het einde van het Concilie en de nieuwe tijd (lees: "1978").
Uiteindelijk werd het proces in 1986 afgerond, waarbij ook het onderzoek naar een aan Pius IX toegeschreven wonder was voltooid: een non, Marie-Thérèse de St-Paul, zou op voorspraak van Pius zijn genezen van artrose in haar knie, wat op medische grond niet verklaard kon worden. Doordat paus Johannes Paulus II niet gerust was op de reactie – met name uit Italië – die zou volgen op de afkondiging, vroeg hij bisschoppen, historici en politici om advies; zij gaven aan dat het gevreesde verzet niet bestond.
Toen bekend werd gemaakt dat de zaligverklaring toch voltrokken zou worden, barstte de kritiek van verschillende kanten los. Kerkhistorici, bijeengekomen in Innsbruck, verweten het Vaticaan dat bij het onderzoek van Pius IX belangrijke bevindingen genegeerd waren, waarin de “menselijke en geestelijke defecten” van Pius naar voren kwamen. Bij de analyse van de gebeurtenissen in zijn tijd had Pius slechts het werk van God of dat van de duivel gezien waardoor hem een “gebrek aan intelligentie” werd verweten, waardoor van een zaligverklaring geen sprake kon zijn.
Anderen wezen erop dat door het besluit het Vaticaan zich opportunistisch opstelde; hadden de pausen Johannes Paulus II en Johannes XXIII geleefd in de tijd van Pius IX, dan waren zij zeker om hun ideeën en woorden veroordeeld. Pius zou door zijn halsstarrige optreden tegen democratische hervormingen de rooms-katholieke aanhang vervreemd hebben van moderne, maatschappelijke ontwikkelingen waardoor indirect de basis voor het fascistische (absolute) regime gelegd zou zijn.
De meeste kritiek was echter afkomstig vanuit Joodse hoek. Pius IX wordt door vele Joodse organisaties gezien als de vertegenwoordiger van het kerkelijk anti-judaïsme, waarbij gewezen werd op zijn optreden in de Edgardo Mortara-zaak, maar ook hoe hij de Joden veroordeelde tot het leven in getto’s en hij de joden van Rome omschreef als “jankende honden” waarvan hij hoopte dat ze zich ooit zouden bekeren. Opmerkelijk daarbij is dat de zaak-Edgardo Mortara bij het onderzoek geen rol van betekenis speelde, omdat het volgens een woordvoerder van het Vaticaan destijds de gewoonte was joden te dopen en katholiek op te voeden. Edgardo Mortara’s getuigenverklaring werd daarentegen wel meegenomen tijdens het onderzoeksproces. Mortara gaf daarin aan dat hij vurig hoopte op de zaligverklaring en heiligverklaring van Pius IX en onderstreepte dat Pius veel voor de Joodse gemeenschap had betekend. Het moment van zaligverklaring, 3 september 2000, was in de ogen van Joodse organisaties ook ongelukkig gekozen, omdat de plechtigheid samenviel met de viering van de Europese, Joodse cultuurdag. Vanuit diverse Joodse organisaties werd de vrees geuit dat de ondernomen toenaderingspoging van het Vaticaan ten aanzien van de Joden opnieuw onder druk zou komen te staan.
Sympathisanten van Pius IX omschreven hem als een vriendelijk en charmant man, wiens optreden tegen nieuwe ideeën gerechtvaardigd werd doordat Pius zich verzette tegen een antiklerikale en antireligieuze stemming.
Op 3 september 2000 werd Pius IX tegelijk met Johannes XXIII en drie andere kandidaten zalig verklaard. In zijn homilie tijdens de plechtigheid omschreef Johannes Paulus het pontificaat van Pius IX als een moeilijke periode, waarin “hij veel te lijden had om zijn missie in dienst van het Evangelie te vervullen. Het was echter precies tijdens deze conflicten dat het licht van zijn deugden het helderst scheen.”
Op 4 september verdedigde de paus het besluit om Pius IX zalig te verklaren. Hij benadrukte dat de wereld Pius niet begrepen zou hebben: de hosanna’s aan het begin van zijn ambtsperiode waren al snel veranderd in beschuldigingen, aanvallen en lasterpraat. Desondanks zou Pius IX zich echter altijd lankmoedig hebben opgesteld, zelfs ten aanzien van zijn vijanden. Op 5 september 2000 voegde paus Johannes Paulus II daaraan toe dat bij een onderzoek “niet zozeer gekeken wordt naar de historische keuzes die een kandidaat-zalige heeft gemaakt, maar veeleer naar bepaalde eigenschappen die voor de gelovigen als voorbeeld en verering dienen.”

## Wetenswaardigheden
Speculaties rond zijn persoonlijk leven
Verschillende biografieën over paus Pius IX willen duidelijk maken dat Giovanni zich al in een vroeg stadium aangetrokken voelde tot een kerkelijke loopbaan. De in 1861 uitgebrachte publicatie “Paus Pius IX. Eene naar het leven geschetste biografie” onthulde echter dat Giovanni vanaf zijn 17e jaar omgang had met diverse vrouwen, die met naam en toenaam werden genoemd: onder hen Lena Mastai en prinses Helena Albani. Uit brieven van de Poolse graaf Władysław Kulczycki gericht aan de Italiaanse minister van Buitenlandse Zaken zou ook blijken dat uit een van deze relaties een kind geboren was: Filippo Maria Guidi, die onder Pius IX kardinaal gecreëerd werd. Sluitend bewijs hiervoor is echter nooit gevonden. Opgemerkt moet worden dat deze biografie van Pius IX verscheen in een periode van grote onrust binnen de Italiaanse gebieden, waarin de rol van de paus als wereldlijk leider en zijn verzet tegen de unificatie van Italië sterk bekritiseerd werd. Zoals in de inleiding van de publicatie vermeld, wilde de schrijver een kritisch beeld geven van Pius IX: “van ouds heeft de ondervinding geleerd dat de waarheid toch eens zegeviert, en de glans der pauselijke toga, van het driemaal gekroonde hoofddeksel, zal tenminste niet elk helderziend oog verblinden, maar veeleer aan de meesten die deze brochure gelezen hebben, verduisterd voorkomen.”
In diezelfde periode zou Giovanni ook in het geheim toegetreden zijn tot de vrijmetselarij, maar na zijn aantreden als paus uit de loge gezet zijn, omdat hij zich meerdere malen schuldig zou hebben gemaakt aan het niet nakomen van zijn verplichtingen ten opzichte van de loge. Tijdens zijn latere pausschap zouden de vrijmetselaars en andere “sektarische genootschappen” door Giovanni ervan beschuldigd worden aanstichters te zijn van de grote politieke en sociale onrust binnen de Italiaanse gebieden.
Epilepsie
Pius IX leed aan een vorm van epilepsie die zijn oorsprong zou hebben gehad in een aangeboren beschadiging van het centraal zenuwstelsel en een ongeluk tijdens zijn jeugd, toen hij bijna verdronken was. Onderzoekers van de Mayo Clinic te Phoenix (Verenigde Staten), in samenwerking met die van de Library of Congress en de Bibliotheek van het Vaticaan, hebben onderzocht in welke mate epilepsie een rol heeft gespeeld bij de besluitvorming en het optreden van paus Pius IX. Zij baseerden zich daarbij op overgeleverde verhalen en onderzoek van fotomateriaal, daar het ontbreekt aan medische dossiers. Sommige conclusies daarbij zijn opmerkelijk: epilepsie zou Pius naar het pausschap hebben geleid en tevens van invloed zijn geweest op de totstandkoming van het dogma van de Onbevlekte Ontvangenis van Maria: uit dankbaarheid voor haar hulp bij zijn “genezing” van epilepsie.
Dat Pius IX medicijnen gebruikt zou hebben tegen epilepsie werd door de onderzoekers niet bevestigd. Zij wezen er wel op dat het in die tijd populaire anti-epileptische middel kaliumbromide eventueel een bijdrage geleverd zou kunnen hebben bij de conservering van het lichaam van Pius IX, dat bij zijn opgraving nagenoeg intact was.
In het Epilepsiemuseum in Kork (Kehl, Duitsland) is Pius IX opgenomen in de lijst van beroemde personen die leden aan epileptische aanvallen.
Verschijningen
Verschillende door de Rooms-Katholieke Kerk erkende verschijningen van de Maagd Maria droegen bij aan Pius’ mening dat hij een goddelijke taak vervulde ter bescherming van het geloof en het kerkelijk instituut.
Naar verluidt zou op 8 december 1634 aan Mariana de Jesus Torres, een uit Spanje afkomstige non, werkzaam in de Ecuadoriaanse hoofdstad Quito, Maria vergezeld van drie aartsengelen verschenen zijn. Zij zou de volgende boodschap verkondigd hebben:
Dit symboliseert het meest plechtige sacrament van de Eucharistie, die wordt uitgereikt door mijn katholieke priesters aan hun gelovige christen behorend tot de heilige Rooms-Katholieke en apostolische Kerk, waarvan de paus aan het hoofd staat, de koning van het Christendom. Zijn pauselijke onfeilbaarheid zal worden afgekondigd als een dogma van het geloof door dezelfde paus die gekozen werd om het dogma van het mysterie van mijn Onbevlekte Ontvangenis te verkondigen. Hij zal worden vervolgd en gevangengenomen in het Vaticaan door de onrechtmatige inname van de Kerkelijke Staat door de zonde, afgunst en hebzucht van een wereldlijke vorst
Een andere voorspelling dateert uit 1846: Mélanie Calvat, een van de twee herderskinderen uit het Franse La Salette, beweerde dat aan haar werd geopenbaard dat “Rome haar geloof zou verliezen en de zetel van de antichrist zou worden.” Ook zou Maria in een van haar andere uitspraken het begrip "onfeilbaar" hebben gebruikt in relatie tot de paus.
Deze openbaringen, alsook een visioen van de Maagd Maria dat Pius IX zelf zou hebben gehad en het visioen van Giovanni Bosco op 5 januari 1870 bevestigden Pius in zijn voornemen het dogma van de pauselijke onfeilbaarheid goed te laten keuren, terwijl hij ook zijn eerder afgekondigde dogma over de Onbevlekte Ontvangenis onderschreven zag.
Familie Pacelli
Een markante naam binnen het gevolg van Pius IX was die van Marcantonio Pacelli, de grootvader van de later tot paus Pius XII verkozen Eugenio Pacelli. Marcantonio was al onder paus Gregorius XVI verbonden als juridisch adviseur aan het Vaticaan. Door zijn trouw aan de paus en het verzet tegen de eenwording van Italië (onder wereldlijke macht) werd Marcantonio’s familie door Pius IX in 1853 in de adelstand verheven en werd Marcantonio zelf onderminister van binnenlandse zaken tot aan het definitieve einde van de Kerkelijke Staat in 1870. In 1861 gold hij ook als een van de initiatiefnemers tot de oprichting van L'Osservatore Romano, de dagelijkse krant van het Vaticaan die een tegenwicht wilde bieden aan de in de ogen van het Vaticaan antiklerikale pers.
|                                    | Opnames volksliederen Vaticaanstad |
| ---------------------------------- | ---------------------------------- |
| Gran Marcia Trionfale (1929-1950)  |                                    |
| Inno e Marcia Pontificale (1950- ) |                                    |

Volkslied
Ter gelegenheid van het 50-jarig priesterjubileum van paus Pius IX componeerde de Franse componist Charles Gounod de Pauselijke Mars, die voor het eerst op 11 april 1869 werd uitgevoerd. Paus Pius XII besloot dat ter gelegenheid van het Heilig Jaar 1950 deze mars het nieuwe volkslied van de staat Vaticaanstad werd. Hierdoor werd het oude volkslied Gran Marcia Trionfale, gecomponeerd door de Oostenrijker Vittorino Hallmayr in 1857, vervangen. Twee regels van de mars, die de titel Inno e Marcia Pontificale kreeg, worden gespeeld tijdens plechtige vieringen op het Sint-Pietersplein, samen met de eerste twee regels van het Italiaanse volkslied Fratelli d’Italia.
Pius Cantate

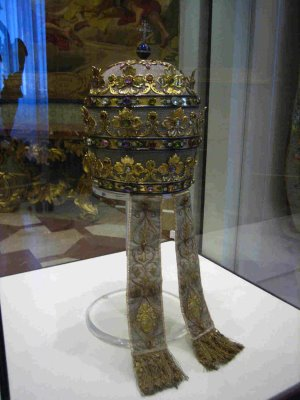
Palatijnse Tiara, geschonken door de Palatijnse Garde in 1877

De Nederlandse priester-dichter Herman Schaepman organiseerde in 1871 in Amsterdam een grote manifestatie ter gelegenheid van het vijfentwintigjarig pontificaat van Pius IX. Ter gelegenheid van deze bijeenkomst – de eerste grote katholieke manifestatie in Nederland na het herstel van de bisschoppelijke hiërarchie – schreef hij een Pius Cantate. De muziek bij dit stuk werd gecomponeerd door Johannes Verhulst. Het laatste deel van deze cantate, Aan U, o Koning der eeuwen (waarmee Schaepman Pius zelf bedoelde), werd later een populaire hymne in de Nederlandse kerkprovincie. Daar wordt het nog steeds gezongen bij gelegenheid van het hoogfeest van Christus Koning, de laatste zondag van het kerkelijk jaar.
Tiara’s als geschenk
Tijdens zijn bijna 32 jaar durende pontificaat ontving Pius IX ter gelegenheid van verschillende vieringen in totaal zeven tiara’s. In 1854 ontving hij van koningin Isabella II van Spanje de driekroon die hij zou dragen tijdens de uitvaardiging van het dogma van de Onbevlekte Ontvangenis. Twee andere tiara’s werden geschonken door de Palatijnse Garde.
In 1871 schonken de dames van het Belgisch koninklijk huis Pius de Belgische Tiara ter gelegenheid van zijn 25-jarig pontificaat. Deze tiara, waarvan niet bekend is of zij ooit gedragen is, is opvallend doordat op elk van de kronen een tekst is aangebracht:
- Bovenste kroon: Iesu Christi Vicario Infallibili (=aan de onfeilbare vicaris van Jezus Christus)
- Middelste kroon: Orbis Supremo in Terra Rectori (= aan de opperste gouverneur van de wereld op aarde)
- Onderste kroon: Regum Atque Populorum Patri (= aan de Vader van de Landen en Koningen)[153]